# 24 Ore di Le Mans

Il circuito dove si svolge la gara

La 24 Ore di Le Mans (nome ufficiale in francese 24 Heures du Mans) è una gara di durata di automobilismo che si svolge annualmente al Circuit des 24 Heures du Mans, nei pressi di Le Mans, in Francia. Viene organizzata dall'Automobile Club de l'Ouest (ACO), ed è la gara, tra quelle attualmente in corso, più antica del Campionato del mondo endurance FIA.

## Presentazione

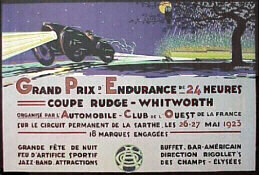
Cartellone pubblicitario della prima edizione della corsa

La prima gara si svolse il 26 e 27 maggio 1923 e da allora si è disputata annualmente in giugno, a eccezione del 1956 (in luglio), del 1968 (in settembre, a causa dei tumulti politici accaduti nel Maggio francese), del 2020 (il 19 e il 20 settembre) e del 2021 (il 21 e il 22 agosto; queste ultime due edizioni posticipate a causa della pandemia di COVID-19). Venne cancellata solo nel 1936, per ragioni economiche, e dal 1940 al 1948 per effetto della seconda guerra mondiale e immediato dopoguerra.
Tradizionalmente la gara inizia alle ore 16 di sabato per terminare alla stessa ora della domenica. Eccezioni alla regola furono l'edizione del 1968 che iniziò alle 14, quella del 1984 partita alle 15 a causa della concomitanza delle elezioni generali francesi e quella del 1998, nuovamente alle 14, per via della concomitanza con i mondiali di calcio che si disputavano proprio in Francia; infine per diverso tempo tra gli anni 2000 e 2010 è iniziata e finita alle 15
La gara si disputa su un tracciato semi-permanente della lunghezza di oltre 13 chilometri, utilizzando per buona parte strade aperte alla normale circolazione per tutto il resto dell'anno. Nel corso degli anni diverse sezioni appositamente costruite hanno sostituito le strade normali, in particolare le Curve Porsche che escludono la vecchia e pericolosa parte della Maison Blanche in cui il circuito sfiorava degli edifici. Il Circuito Bugatti è la parte permanente del tracciato, circonda la zona della partenza/arrivo e viene utilizzato durante tutto l'anno per diverse competizioni, tra cui il Motomondiale.

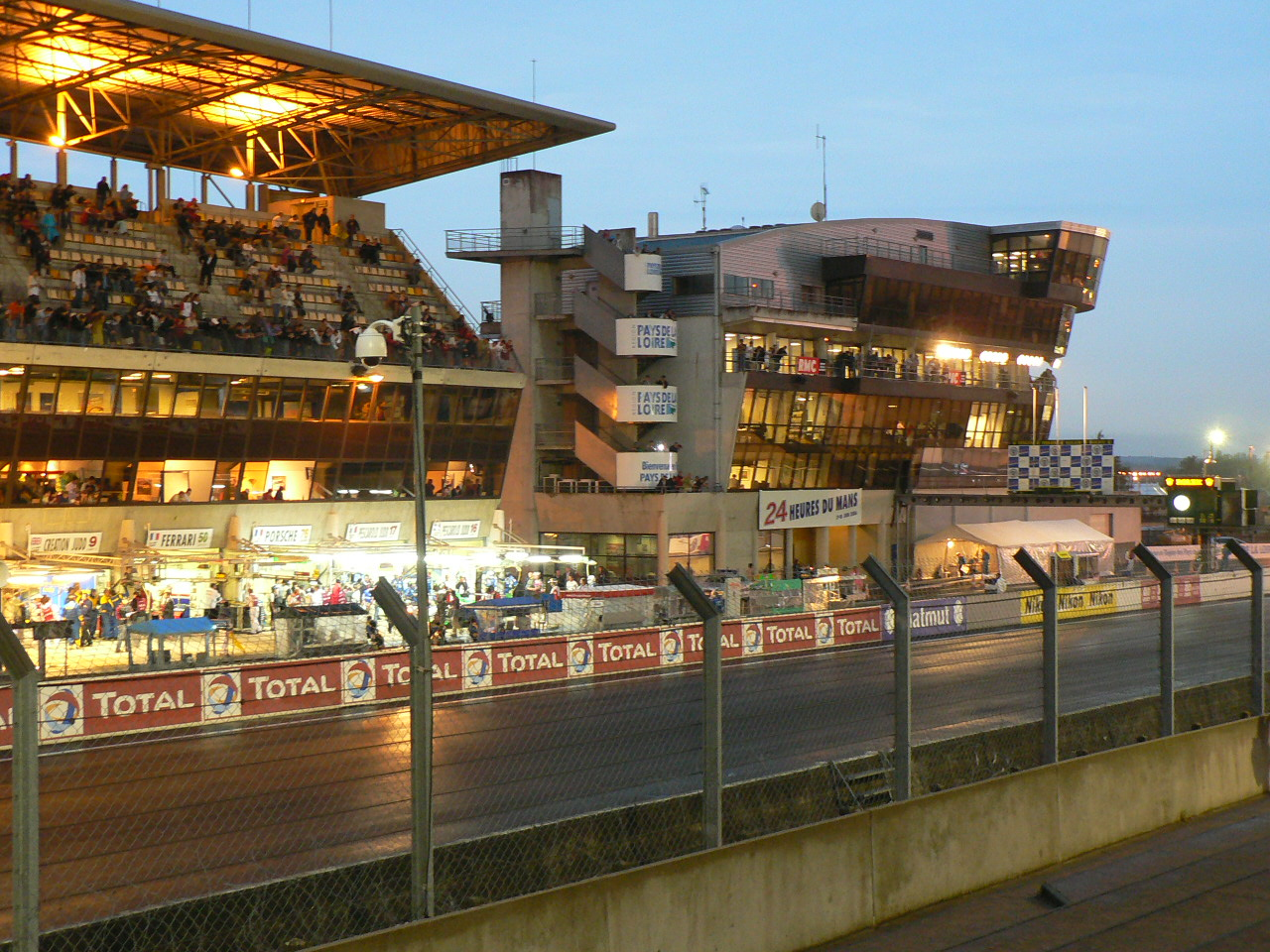
Un'immagine del circuito di Le Mans.

Storicamente gareggiano contemporaneamente vetture di vario tipo e attualmente sono suddivise in tre diverse classi:
- i prototipi della classe regina denominati HYPERCAR: in questa classe coesistono vetture a motore endotermico, ibride e non realizzate interamente dalle case costruttrici chiamate LMH (omologate FIA) e vetture LMdH realizzate con telai e motori ibridi comuni (realizzate per correre sotto regolamento FIA e IMSA);
- della classe prototipi LMP2 fanno parte vetture a motore endotermico e telaio comune progettati appositamente per questa corsa;
- la terza classe sono auto derivate dalla produzione di serie denominate LMGT3.

Nell'ultimo box, denominato "Garage 56", può venire ospitata e ammessa alla corsa una vettura innovativa che non concorre per la vittoria ma è ammessa a partecipare come vetrina tecnologica; nell'edizione del 2023 è stata ammessa una vettura NASCAR appositamente modificata per l'evento.
La vittoria complessiva va all'auto che ha coperto la maggior distanza alla fine del giro durante il quale è scaduto il periodo di 24 ore continuate di corsa. Questa regola sembrerebbe univoca per la determinazione del vincitore ma in realtà non è così; per esempio, la gara del 1966 ebbe un vincitore a sorpresa in quanto la Ford si aspettava un ex aequo con due sue GT40 Mark II che attraversarono il traguardo nello stesso istante, grazie a un arrivo orchestrato, mentre invece venne proclamata vincitrice la vettura tra le due che, avendo ottenuto il peggior tempo nelle prove, era partita più indietro sulla linea a spina di pesce di partenza e così aveva percorso una maggiore distanza a parità di tempo. Come regola aggiuntiva vi è quella che un'auto deve attraversare la linea d'arrivo dopo 24 ore per essere classificata, il che spesso porta a episodi di auto danneggiate che lasciano i box per trascinarsi lungo il circuito un'ultima volta e poter finire la gara.
Oggigiorno, ogni auto dispone di una squadra di tre piloti. Prima del 1970 erano permessi solo due piloti per auto, e nei primi tempi era permessa anche la partecipazione a piloti solitari. Fino ai primi anni ottanta la maggior parte delle auto era condotta da due piloti. Nel 1950, Louis Rosier vinse la gara assieme al figlio Jean-Louis che guidò l'auto solo per due giri. Nel 1952, il francese Pierre Levegh gareggiò da solo e stava per aggiudicarsi la gara quando commise un grave errore nell'ultima ora di corsa, cedendo la vittoria a una Mercedes-Benz 300 SL.

## La "partenza Le Mans"

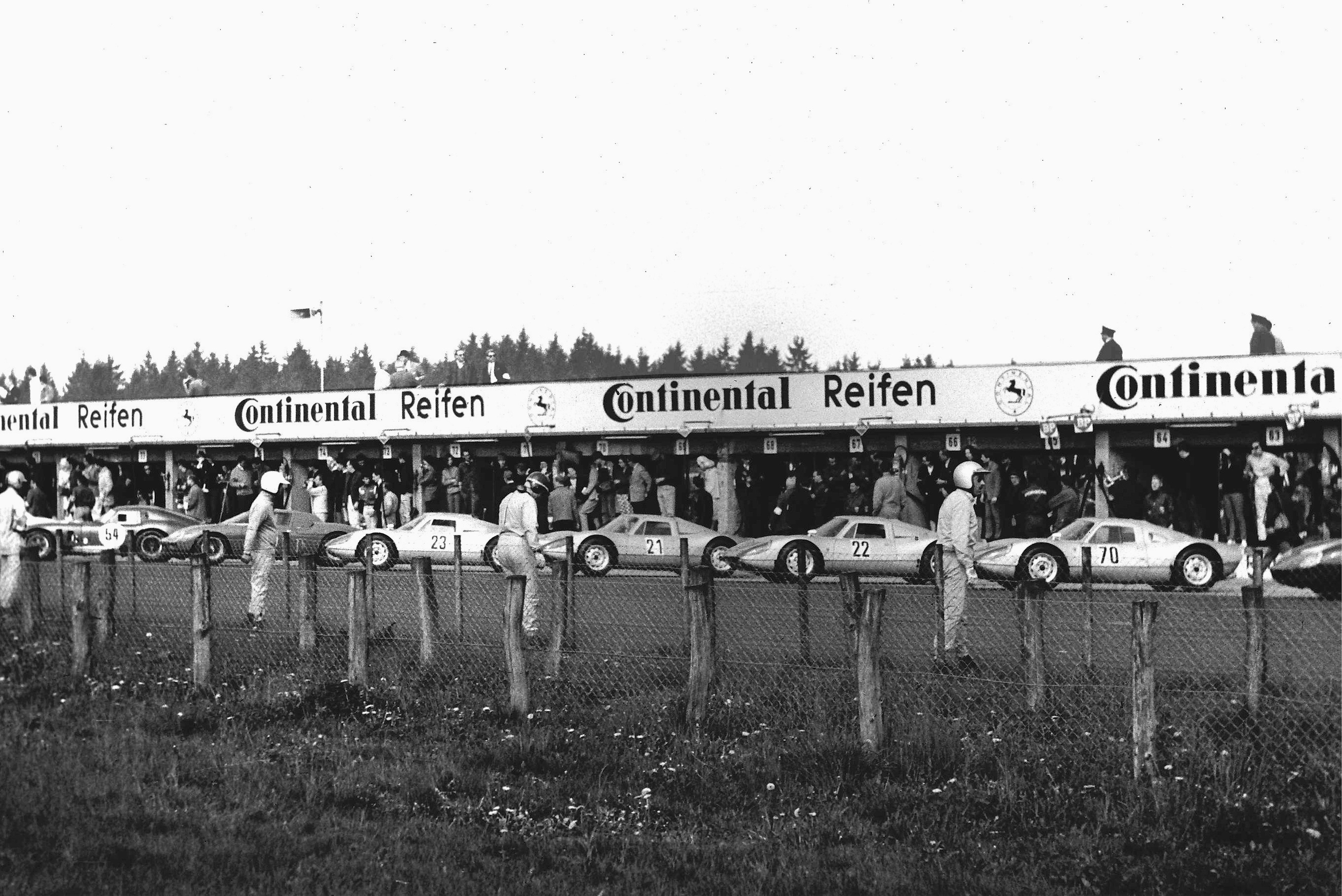
La partenza della 24 Ore del 1965

Fino al 1970 la gara iniziava tipicamente con quella che è diventata nota come la "partenza Le Mans": le auto erano allineate su un lato della pista, i piloti sull'altro. Quando la bandiera francese segnalava il via alle 16:00, i piloti attraversavano di corsa la pista, entravano nelle auto e partivano. Questa procedura divenne rischiosa dopo l'introduzione delle cinture di sicurezza, che richiedevano di essere allacciate correttamente dai meccanici. Perciò i piloti gareggiavano nel primo turno, circa un'ora, senza le cinture allacciate.
Un giovane talento e campione di Formula 1, Jacky Ickx, diede una plateale dimostrazione dei rischi di questa partenza nel 1969, quando invece di correre attraverso la pista, camminò lentamente, e quindi entrò nella sua auto e si allacciò correttamente le cinture di sicurezza. Nonostante questo ritardo, riuscì a vincere la gara, anche se per soli 120 metri. Tristemente, nel primo giro di gara, un pilota privato, il britannico John Woolfe, rimase ucciso. Perciò la tradizionale pratica venne interrotta nel 1970, quando i piloti partirono già seduti nelle auto, con le cinture saldamente allacciate. Successivamente, la partenza dal lato della pista venne sostituita da una partenza in corsa, come a Indianapolis.
La "partenza Le Mans" è anche il motivo per cui le Porsche da strada continuano ad avere l'accensione a sinistra della colonna dello sterzo, invece del più tradizionale alloggiamento a destra; ciò permetteva al pilota di avviare il motore con la mano sinistra mentre al tempo stesso la destra inseriva la prima, consentendo così alle Porsche di uscire dalla linea di partenza più rapidamente.

## Storia

### 1924-1939: le edizioni prima della seconda guerra mondiale

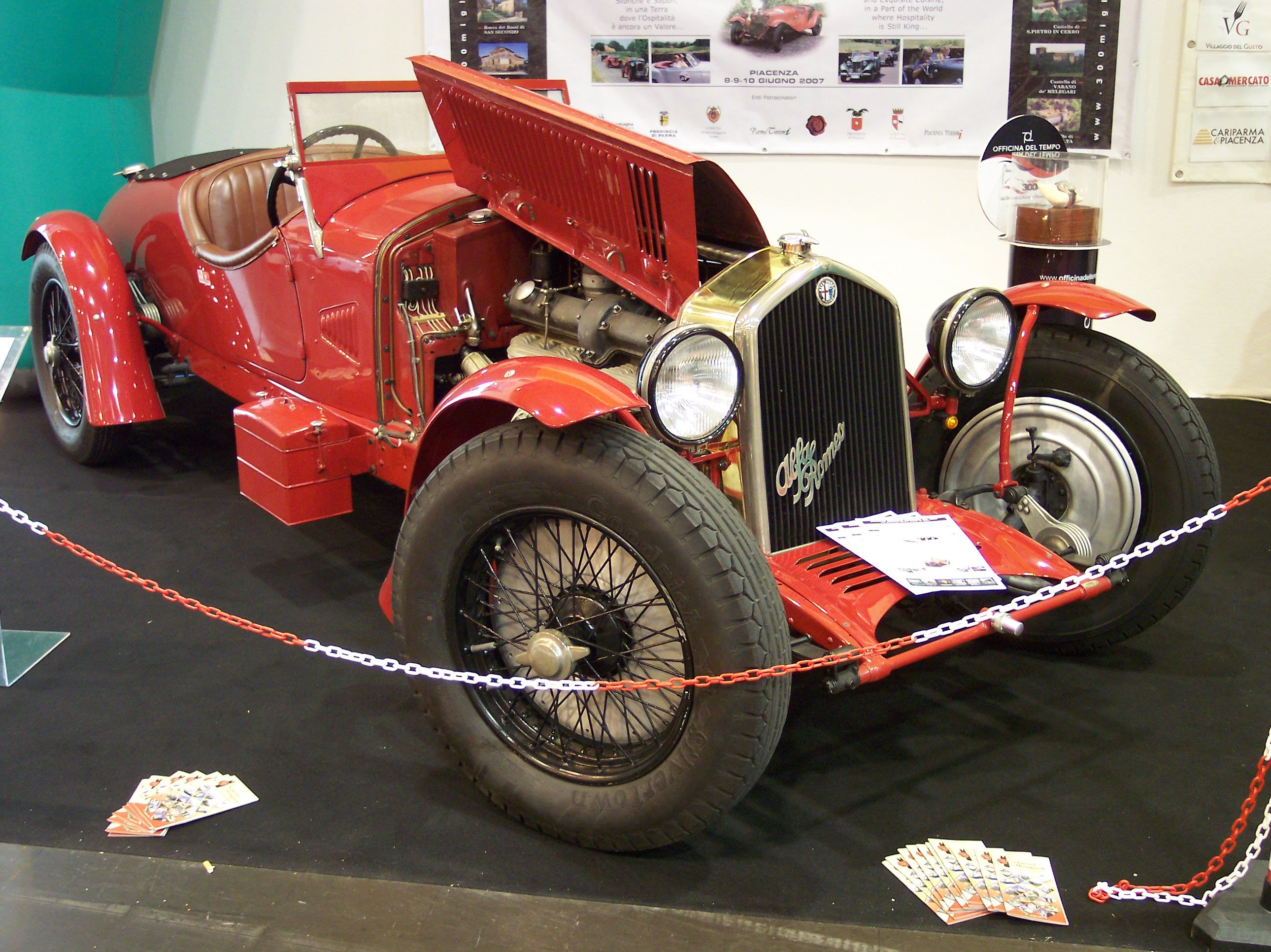
Una Alfa Romeo 8C 2300

Nei primi anni della competizione la marca più vittoriosa fu la Bentley con le varie 3 Litre, 4½ Litre e 6½ L che tra il 1924 e il 1930 conquistarono cinque vittorie, intervallate da due successi della Lorraine-Dietrich nel 1925 e nel 1926.
L'inizio degli anni trenta vide una sequenza di quattro vittorie consecutive conquistate dall'Alfa Romeo con versione diverse del modello 8C; tra i piloti che le condussero anche Tazio Nuvolari, che vinse nel 1933 e Luigi Chinetti che legò per anni il suo nome a quello di questa corsa, dapprima come pilota e in seguito come team manager.
Gli anni successivi, con l'eccezione del 1936 in cui la competizione non ebbe luogo a causa di scioperi operai, vide iscrivere nell'albo d'oro della corsa il nome di altre squadre storiche come Lagonda, Bugatti e Delahaye.

### 1949-1954: le prime edizioni del dopoguerra
La prima edizione dopo il termine della seconda guerra mondiale, avvenne nel 1949 e vide affacciarsi tra i vincitori il nome della Scuderia Ferrari, con la 166 MM che conquistò la vittoria assoluta, un'auto della categoria Sport (sotto i 2 litri di cilindrata). La 166 MM che vinse era guidata dallo statunitense di origini italiane, Luigi Chinetti che vinse guidando per 23 ore e mezza su 24, e per la restante mezz'ora guidò il compagno di squadra e proprietario della vettura, Peter Mitchell-Thomson. In quegli anni Chinetti iniziò un lungo periodo di collaborazione con la casa di Maranello.
Anche negli anni successivi si videro nuove case iscriversi nell'albo dei vincitori, la Talbot-Lago nel 1950 con la T26, la Jaguar nel 1951 e 1953, con la C-Type e la Mercedes-Benz nel 1952, con la W194 (meglio nota come 300 SL). Nel 1954 tornò alla vittoria la Ferrari con la 375 Plus che montava un V12 da 5 litri.

### 1955: il più grave incidente della storia dell'automobilismo

Schema dell'incidente

Nel 1955, Pierre Levegh ottenne di guidare una Mercedes-Benz 300 SLR, dopo le sue eccellenti prove precedenti. Era all'inseguimento di Mike Hawthorn, quando la Jaguar D-Type di quest'ultimo sorpassò una Austin-Healey (guidata da Lance Macklin) più lenta, prima di rientrare all'improvviso nei box sulla destra. Questa manovra costrinse la Austin-Healey a spostarsi a sinistra, dove sopraggiungeva con una velocità molto superiore la Mercedes. Questa urtò il retro della Austin-Healey, venne catapultata in alto e si schiantò nella folla, disintegrandosi e uccidendo sia il pilota che 83 spettatori, oltre a ferirne 120.
Stando alle dichiarazioni ufficiali dell'organizzazione, la gara fu fatta proseguire per impedire che gli spettatori abbandonassero il circuito intasando le strade e ostacolando così le ambulanze.
Mike Hawthorn e la scuderia Jaguar proseguirono e vinsero la gara, mentre le Mercedes rimanenti (guidate da Juan Manuel Fangio, Stirling Moss e altri) vennero ritirate dalla corsa in segno di rispetto per le vittime.
A causa dello shock provocato dal disastro, molte gare più o meno importanti vennero cancellate nel 1955, come il Gran Premio di Germania e di Svizzera; quest'ultima nazione bandì addirittura per legge le gare automobilistiche dal suo territorio (e tale divieto è ancora oggi in vigore sul territorio svizzero a eccezione della Formula E, che gode di un permesso provvisorio speciale, e il primo GP su circuito in Svizzera dopo 63 anni si è tenuto a Zurigo il 10 giugno 2018).
Alla fine della stagione, avendo vinto il campionato di Formula Uno e quello delle vetture sportive, la Mercedes si ritirò dalle corse e non vi fece ritorno fino al 1987.

### 1956-1959
Nel 1956 in conseguenza della tragedia dell'anno prima, la pista venne completamente rivista, la sede stradale nella zona del traguardo venne abbassata di alcuni metri, venne costruita una tribuna e nuovi box, allo scopo di garantire sicurezza e protezione per il pubblico, elementi che mancando erano stati causa della morte di decine di persone. Venne anche modificata la curva Dunlop e il circuito vide la sua lunghezza ridotta di 31 metri.
L'edizione del 1956, non valida per il mondiale marche, venne spostata a luglio, proprio per garantire il completamento dei lavori.
Gli anni che seguirono videro nuovamente le vittorie della Jaguar con le sue D-Type, seguite da una vittoria della Ferrari e una dell'Aston Martin.

### Gli anni sessanta
Il decennio successivo vide alternarsi nell'albo d'oro dei vincitori due soli nomi, quello della Ferrari e quello della Ford che si aggiudicarono rispettivamente 6 e 4 edizioni della 24 Ore.
Questo duopolio non impedì che si realizzassero anche delle novità interessanti sotto il punto di vista tecnico, come quella del 1963 in cui la Rover e la scuderia BRM di Formula 1 unirono le forze per produrre una coupé spinta da una turbina a gas, guidata da Graham Hill e Richie Ginther. Terminò la maratona all'ottavo posto a una media di 173 km/h, toccando una velocità massima di 229 km/h. Quell'anno vinsero Ludovico Scarfiotti e Lorenzo Bandini a bordo di una Ferrari 250 P.

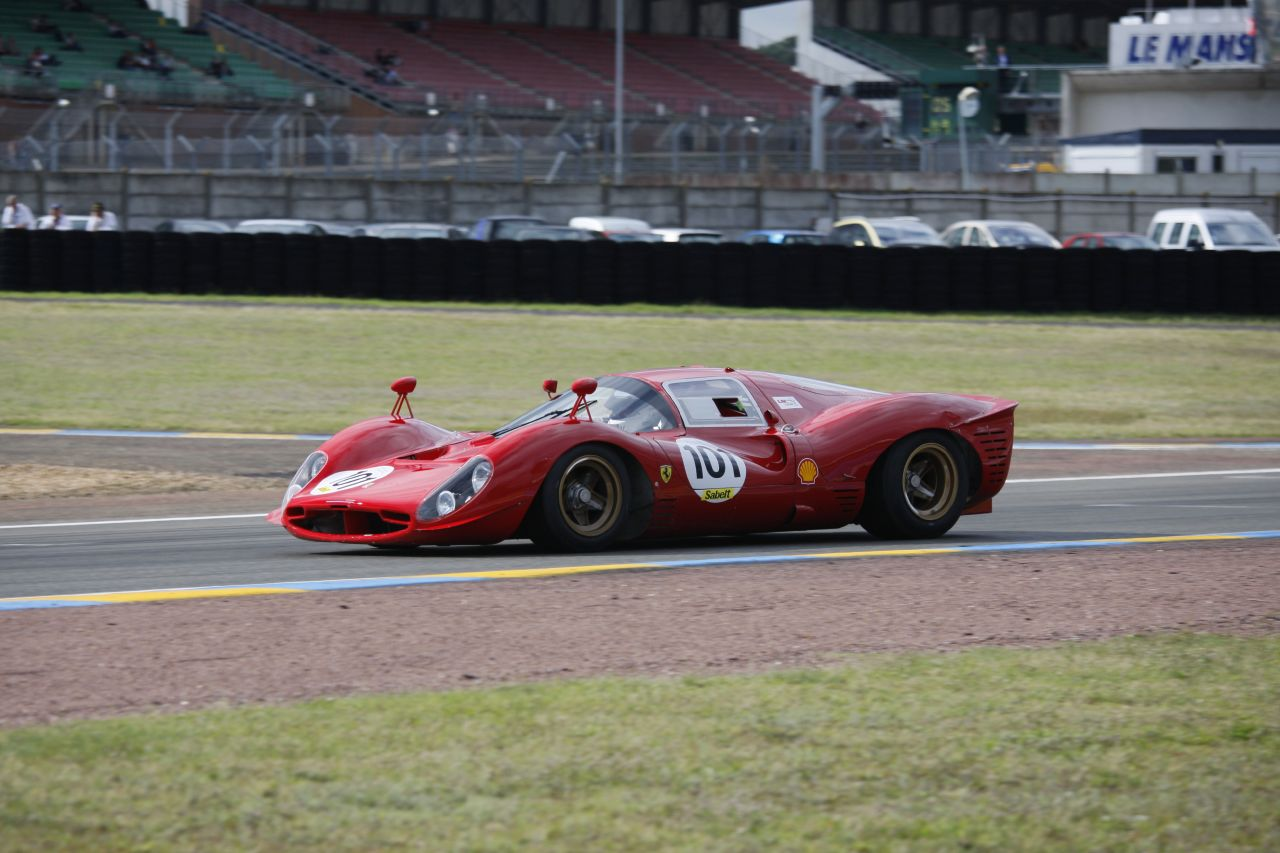
Una Ferrari 412P sul circuito di Le Mans

Il 1964 vide anche l'inizio della rivalità Ferrari-Ford, secondo molti causata dal mancato acquisto della casa modenese da parte dell'azienda di Detroit. Enzo Ferrari rinunciò infatti alla fusione per non perdere il pieno controllo dell'attività sportiva, accordandosi poi con la Fiat che diede il necessario supporto finanziario alla casa modenese lasciandole carta bianca nelle corse. La Ford lanciò allora il progetto GT40, diretto da Eric Broadley, proveniente dalla Lola, e John Wyer, già alla Aston-Martin. L'esordio della futura regina di Le Mans non fu davvero memorabile: il progetto originario presentava gravi carenze aerodinamiche e di affidabilità, con la vettura che tendeva a sollevare l'anteriore alle alte velocità e il cedevole cambio inadeguato al vigoroso motore. I problemi sarebbero poi stati risolti l'anno successivo con radicali rinnovamenti del progetto.
La prima edizione del confronto si chiuse a vantaggio della Ferrari, con la vittoria di una 275P. Il duello terminò prematuramente nel 1965, con la rottura di tutte le Ferrari e le Ford ufficiali. Comunque la vittoria arrise alla Ferrari della NART (scuderia privata di Luigi Chinetti) e alla sua 250 LM. Quattro successi consecutivi giunsero per la Ford negli anni seguenti.
Nel 1966 la squadra ufficiale Ford si presentò in Normandia con una radicale evoluzione del progetto GT40: si trattava della Mk II, un "mostro" di 7 litri di cilindrata da circa 485 CV. Ferrari rispose con il modello 330P3: 4 litri per circa 420 CV; inoltre Maranello affidò a diverse scuderie private il modello 365P2: 4,4 litri per quasi 400 CV. Quell'anno la vittoria andò alla coppia neozelandese Chris Amon/Bruce McLaren su Ford Mk II.
La prestazione velocistica della Ford Mark IV nel 1967, anno in cui furono superati per la prima volta i 5.000 chilometri di percorrenza sull'arco delle 24 ore, crearono dei problemi di possibile sicurezza, tanto che la CSI nel 1968, nel tentativo di ridurre la velocità, introdusse delle novità regolamentari. Come in Formula 1, vennero adottati i motori 3 litri allo scopo di ridurre i costi usando motori simili in entrambi i tipi di gara. Le auto da corsa dedicate, costruite solo in quantità limitata, potevano utilizzare soltanto questo tipo di motori. Le auto dotate di motori che andavano oltre i 5 litri di cilindrata vennero bandite dal campionato del mondo e quindi da Le Mans, segnando la fine per le Ford (Mk II e Mk IV) e per le Chaparral spinte da motori Chevrolet.
Le auto con motori fino a 5 litri potevano ancora competere nella categoria Sport, se ne erano stati costruiti almeno 50 esemplari. Questa regola permise a vecchie auto per clienti come la Ford GT40 Mk I, la Lola T-70 e la Ferrari 250 LM di competere contro i prototipi di fabbrica spinti da sofisticati motori 3 litri.
Una nuova sezione venne aggiunta al tracciato, tra la Maison Blanche e la linea di partenza, per rallentare le auto tra i box e le tribune. La nuova sezione venne chiamata Virage Ford. Le modifiche aggiunsero circa 10 secondi al giro e aumentarono l'usura di freni e cambio.

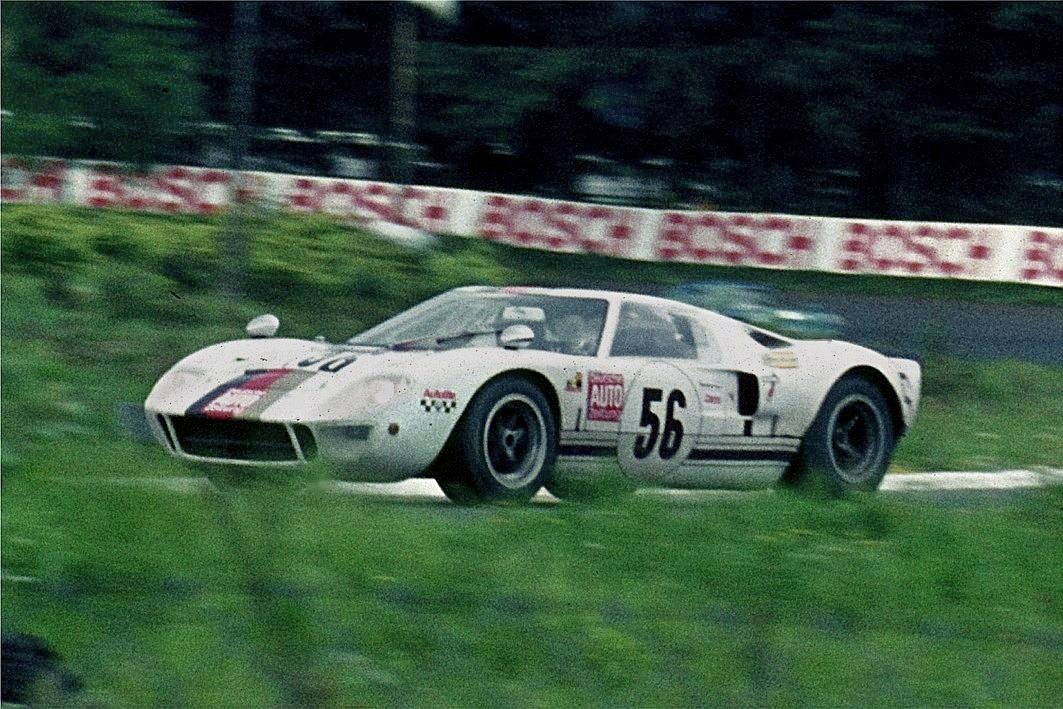
Una Ford GT40 nel 1969

Enzo Ferrari dopo aver dovuto mettere da parte le sue P4 si rifiutò di gareggiare nella gara del 1968, nonostante avesse un motore per la F1 adattabile alle nuove regole. John Wyer dovette rinunciare a competere con la sua Mirage M1, con motore di 5,7 litri derivato dalla GT40 e scelse di smantellare la sua M1 e di costruire una nuova GT40 sullo chassis della Mirage, abbastanza simile alla GT40 da soddisfare i requisiti dell'omologazione. Le Gulf GT40 ricevettero alcuni dei miglioramenti della Mirage e un lavoro significativo venne fatto per ridurre il peso della vettura, usando materiali ad alta tecnologia. Ad esempio gran parte della carrozzeria venne fatta con un foglio molto sottile di poliestere, rinforzato in fibra di carbonio.
Quella del 1968 fu anche l'edizione che dovette essere spostata dall'abituale mese di giugno a quello di settembre a causa dei disordini sindacali del Maggio francese. Lo spostamento della gara aumentò le possibilità dei prototipi contro le Sportive: le nuove auto erano maturate nel corso della stagione. La competizione si svolse tra le Ford GT40 di Wyer e i nuovi prototipi 3 litri: Matra MS630, Alpine A220 e Porsche 908. Le Alfa Romeo Tipo 33 con motore 2 litri giocavano il ruolo di outsider.

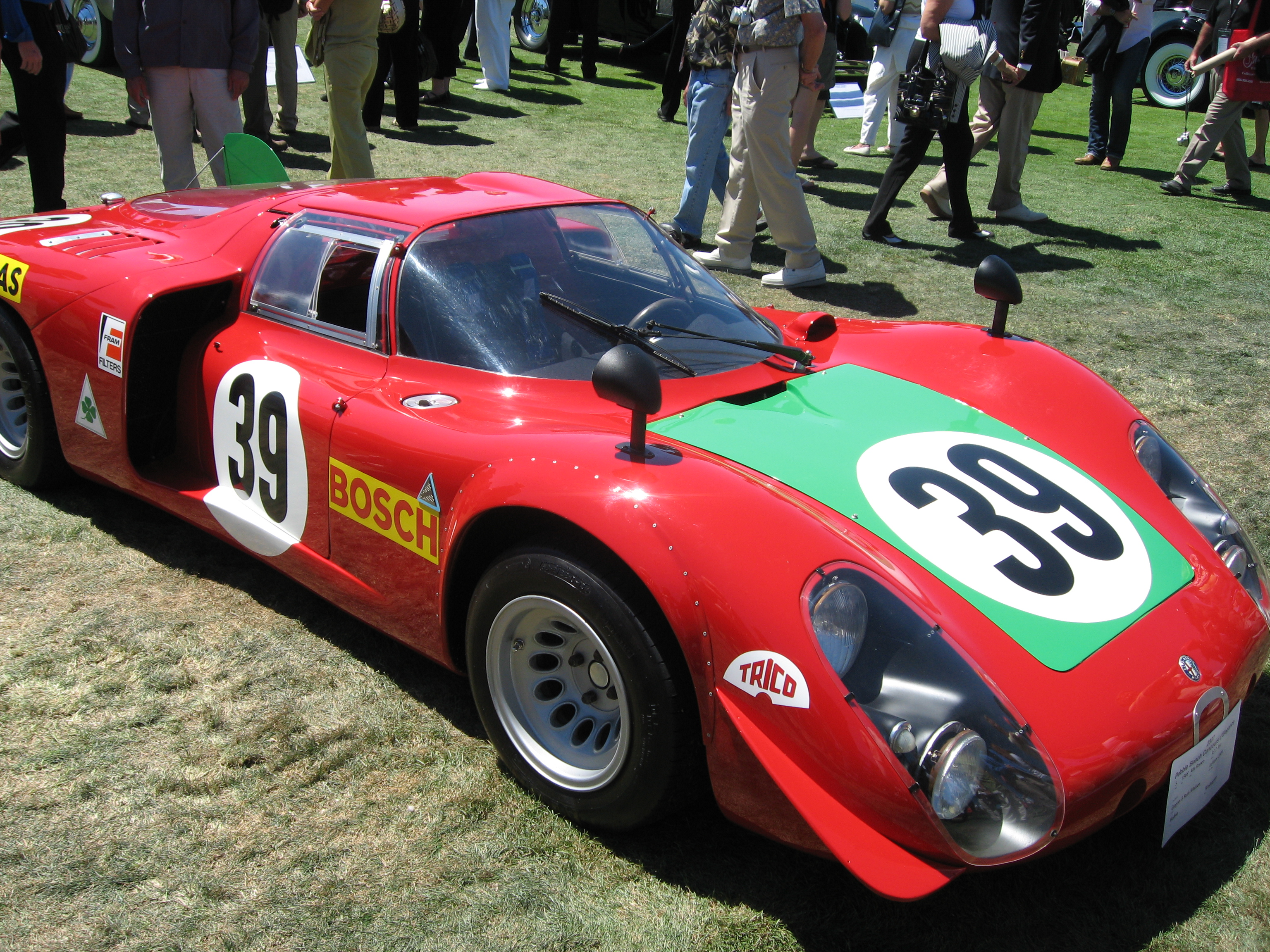
Un'Alfa Romeo 33 2 Le Mans

Il motore Renault-Gordini V8 che spingeva le Alpine A220 fu deludente, erogando non più di 300 CV (220 kW). Con 350 CV (260 kW) il nuovo 3 litri raffreddato ad aria 8 cilindri boxer, che spingeva la Porsche 908 era meno potente del nuovo Matra V12, ma la vettura Porsche era più leggera.
Wyer iscrisse 3 GT40, ma la scuderia non era al meglio. Il suo pilota più veloce, Jacky Ickx, si era rotto una gamba allenandosi per il GP del Canada e Brian Redman era indisponibile dopo un incidente nel GP del Belgio a Spa-Francorchamps. La Ferrari era rappresentata solo dai privati, la migliore fu una 250 LM verde iscritta nella categoria Sport da David Piper. Il modello era anziano, ma pesantemente aggiornato: gran parte della carrozzeria era fatta di poliestere/fibra di vetro, invece che di alluminio. Due Howmet TX spinte a turbina vennero iscritte nella categoria prototipi.
Il via venne dato alle 14:00 dal presidente della Fiat, Gianni Agnelli. Le Porsche erano davanti, Siffert prese la testa al quarto giro. Quindi una litania di problemi rallentò le nuove Porsche 908. Una delle auto di Wyer ruppe la frizione alle 17:00, la seconda ruppe il motore alle 22:00. A mezzanotte Wyer aveva solo un'auto in gara, ma era in testa.
Henri Pescarolo compì un'impresa divenuta celebre con la nuova Matra 630 spinta dal motore Matra V12. L'auto iniziò la corsa con dei problemi meccanici che la spinsero in 14ª posizione. Pescarolo portò l'auto sotto la pioggia fino alla seconda posizione, nonostante un tergicristallo rotto, mentre il suo compagno di squadra Johnny Servoz-Gavin si era rifiutato di guidare l'auto in tali condizioni. Comunque, durante una delle ultime fermate ai box l'auto prese fuoco e non poté continuare.
Al termine della gara la vittoria andò alla GT40 guidata da Lucien Bianchi e Pedro Rodríguez. La migliore delle Porsche fu una 907 2,2 litri privata giunta seconda, seguita da una 908 in terza, entrambe distanziate di un giro dalla Ford. La prestazione delle Alfa Romeo di cilindrata inferiore fu molto positiva, con tre auto all'arrivo e la T33 di Nanni Galli/Ignazio Giunti al quarto posto complessivo e vincitrice della classe 2 litri. Le altre due arrivarono quinta e sesta.

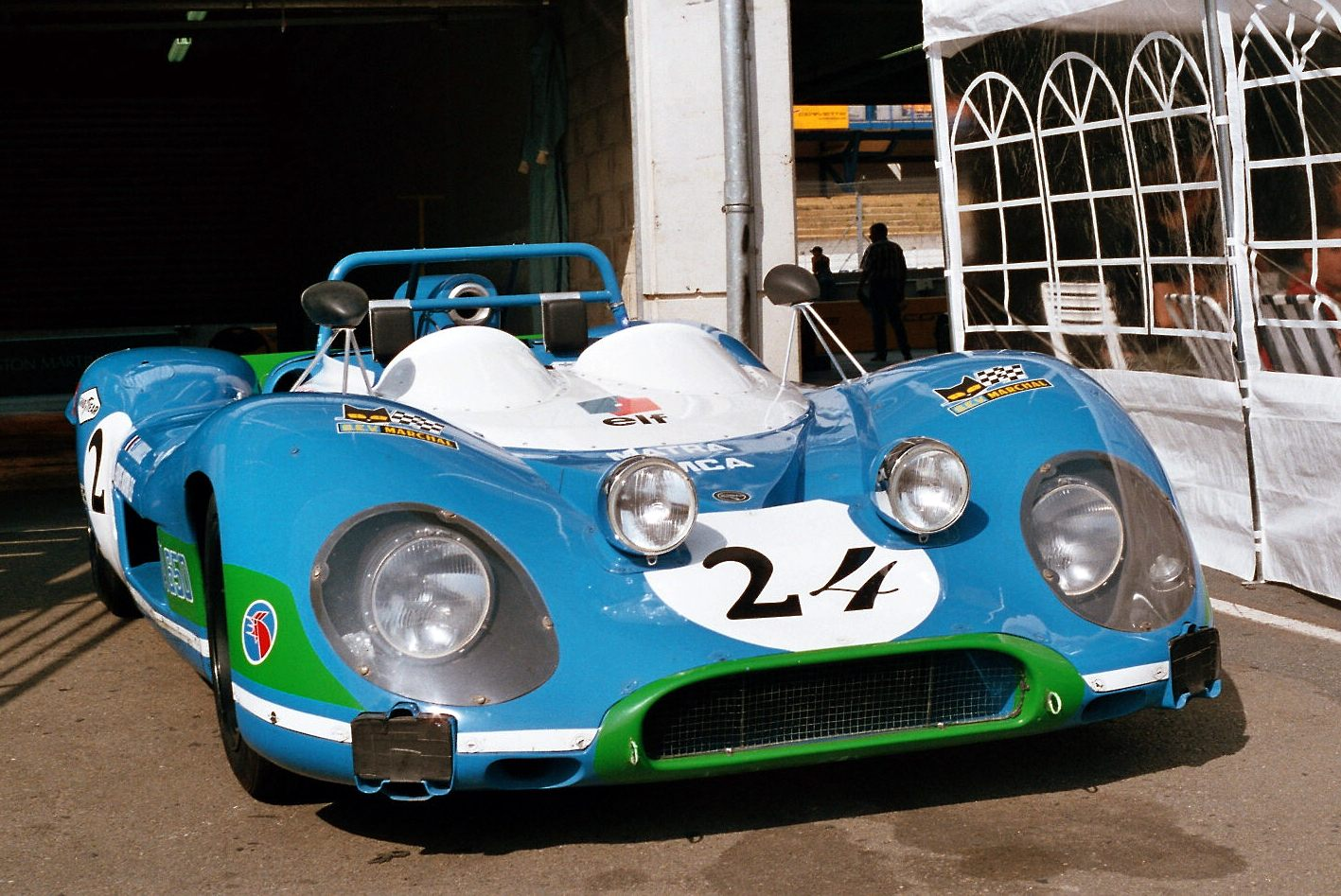
Una Matra 650

L'edizione del 1969 è ricordata anche come l'ultima in cui venne attuata la storica partenza con le autovetture schierate a un lato della pista e i piloti dall'altra, questo anche a causa dell'incidente avvenuto al primo giro di corsa. Fu anche l'edizione in cui vide il debutto un'altra vettura diventata in seguito vittoriosa, la Porsche 917; nel primo anno dovette accontentarsi di guadagnare solamente la pole position.
Jacky Ickx e Jackie Oliver vinsero con la GT40 chassis 1075, la stessa auto che aveva vinto l'anno precedente; la particolarità si ripeté per la seconda volta nella storia dopo l'accoppiata del 1929 e 1930 da parte della Bentley Speed Six.

### Gli anni settanta
L'edizione del 1970 fu quella che vide il primo successo nella corsa per la Porsche, ottenuta tuttavia con una Porsche 917 in versione a coda tronca iscritta dalla scuderia privata Salzburg e condotta da Hans Herrmann e Richard Attwood. Per il primo dei due piloti la 24 Ore fu anche l'ultima gara della carriera svoltasi in molteplici categorie.
Fu anche un'edizione che vide al traguardo un numero molto ridotto di vetture, solo 7.
Una Porsche 908 "non in gara" era guidata da Jonathan Williams e Herbert Linge; la roadster venne equipaggiata con tre cineprese da 35 mm per le riprese del film Le 24 Ore di Le Mans con Steve McQueen.
Per la prima volta la tradizionale "Partenza Le Mans" venne sostituita dalla "Partenza Indianapolis". In onore della ventesima partecipazione della Porsche, lo stesso Ferdinand Anton Ernst Porsche, figlio del fondatore della casa, abbassò il tricolore francese alle 16:00.
L'edizione del 1971 vide un nuovo confronto tra Porsche e Ferrari con quest'ultima che aveva presentato una nuova versione della vettura dell'anno precedente, adattata specificatamente per questa gara e che prendeva il nome di 512 M.
Durante la stagione la FIA decise di eliminare la categoria Sport per il 1972, così le grandi 917 e 512 avrebbero dovuto ritirarsi alla fine dell'anno.
La Ferrari decise così di abbandonare qualsiasi impegno ufficiale con la 512, allo scopo di preparare un nuovo prototipo per la stagione 1972. La 312 PB venne presentata e iscritta dalla casa modenese in diverse gare, ma molte 512 venivano ancora fatte correre da scuderie private e molte di queste vennero convertite nel modello M.
Nonostante le velocità estremamente alte delle versioni a coda lunga (la Porsche Martini argentea di Vic Elford venne cronometrata a 362 km/h) l'edizione del 1971 venne vinta nuovamente da una 917 a coda corta, ma con il telaio in magnesio, la Martini bianca numero 22 di Helmut Marko e Gijs van Lennep.
Nel 1972 i motori 5 litri vennero banditi dal campionato del mondo e quindi da Le Mans. Ciò lasciò il campo aperto alle migliori auto con motore 3 litri derivato dalla Formula 1. La Ferrari preferì competere per il Campionato del mondo sportprototipi e saltare Le Mans, mentre la Matra, riducendo la sua partecipazione nelle gare di durata per concentrarsi su questa specifica gara, ebbe il ruolo di favorita con quattro auto iscritte — 3 nuovissime Matra MS670 progettate e costruite specificamente per correre a Le Mans, e una vecchia ma aggiornata Matra MS660.
I loro avversari erano principalmente le tre Alfa Romeo 33 TT3, le due Lola T280 semiufficiali iscritte dalla scuderia di Jo Bonnier e una Porsche 908 L privata, iscritta da Reinhold Joest. Quest'ultima era simile alla vettura che giunse seconda nel 1969 ed era considerata ormai vecchia e poco potente.
La corsa fu funestata da un incidente mortale che costò la vita a Jo Bonnier e terminò con la vittoria della Matra 670 "Coda Corta" guidata da Henri Pescarolo e Graham Hill. Questa fu la prima vittoria di un'auto francese fin dal 1950 e rese Graham Hill il primo e finora unico pilota a vincere la Triple Crown costituita da 500 miglia di Indianapolis, 24 ore di Le Mans e Campionato del Mondo di Formula Uno (compreso il Gran Premio di Montecarlo, che vinse diverse altre volte).
Nel 1973 la Matra si confrontò con la Ferrari per il titolo di campione del mondo costruttori. Per quest'anno le Matra vennero aggiornate alle specifiche 670B, che consistevano principalmente di alettoni più grossi e un nuovo cambio costruito dalla Porsche specificamente per la Matra. La Ferrari 312PB mostrava un'inedita carrozzeria a coda lunga, mentre John Wyer faceva il suo ritorno con i roadster Gulf Mirage M6 motorizzati Cosworth.
Al termine della gara fu la casa francese a risultare vincitrice con i piloti Henri Pescarolo e Gérard Larrousse.

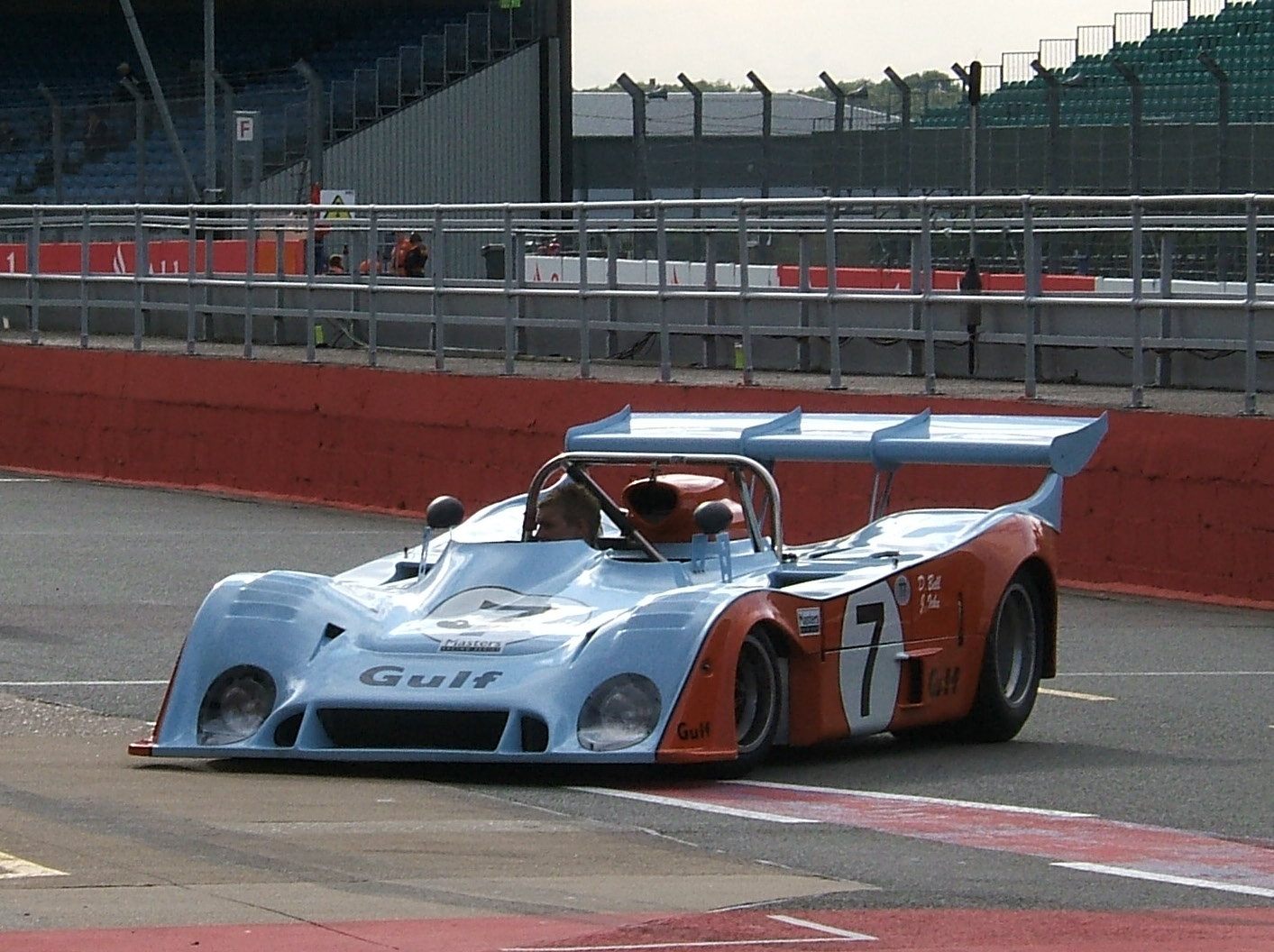
Gulf Mirage GR7

Nel 1974 la Ferrari si ritirò dalle corse di durata. La Matra aveva sviluppato la 670 ottenendo una versione più aerodinamica, la 680. Vennero iscritte tre 670 e una 680. John Wyer iscrisse due Gulf-GR7.
Anche se per un breve periodo dovette temere il confronto con la Porsche 911 Turbo, vettura derivata dalla versione stradale, Pescarolo si aggiudicò per la terza volta consecutiva la competizione.
Alla fine della stagione la Matra annunciò il suo ritiro dalle corse.
Alla luce della crisi petrolifera, gli organizzatori della gara introdussero nel 1975 delle regole riguardanti il consumo di carburante. La CSI reagì escludendo la 24 ore dal Campionato Mondiale Costruttori.
I partecipanti più accreditati alla vittoria dell'anno erano le Gulf GR8 e le Ligier JS-2 con le prime in mano alla scuderia di John Wyer che cercava l'ultimo successo alla 24 Ore.
La Gulf GR8 guidata da Jacky Ickx e Derek Bell finì la gara al primo posto, essendo stata in testa per tutte le 24 ore. I problemi meccanici dell'altra Gulf la relegarono al terzo posto, mentre il secondo andò alla Ligier pilotata da Guy Lafosse e Guy Chasseuil. Il divario tra la Gulf vincitrice e la Ligier fu di un solo giro.
Il regolamento per la gara del 1976 fu nuovamente cambiato, rimuovendo le limitazioni al consumo e permettendo alle vetture di Gruppo 5 di competere con quelle del Gruppo 6. La Porsche iscrisse due nuove Porsche 936 e una Porsche 935, mentre anche la Renault Alpine A442 turbo debuttò a Le Mans con una sola vettura.
La Porsche 936 turbo vinse quindi al debutto nel 1976 e si ripeté nel 1977, con alla guida Jacky Ickx. Nel 1978, la Renault con la Alpine A442B V6 turbo guidata da Didier Pironi e Jean-Pierre Jaussaud riuscì a battere le auto tedesche, e si concentrò quindi sul suo programma per la Formula 1.

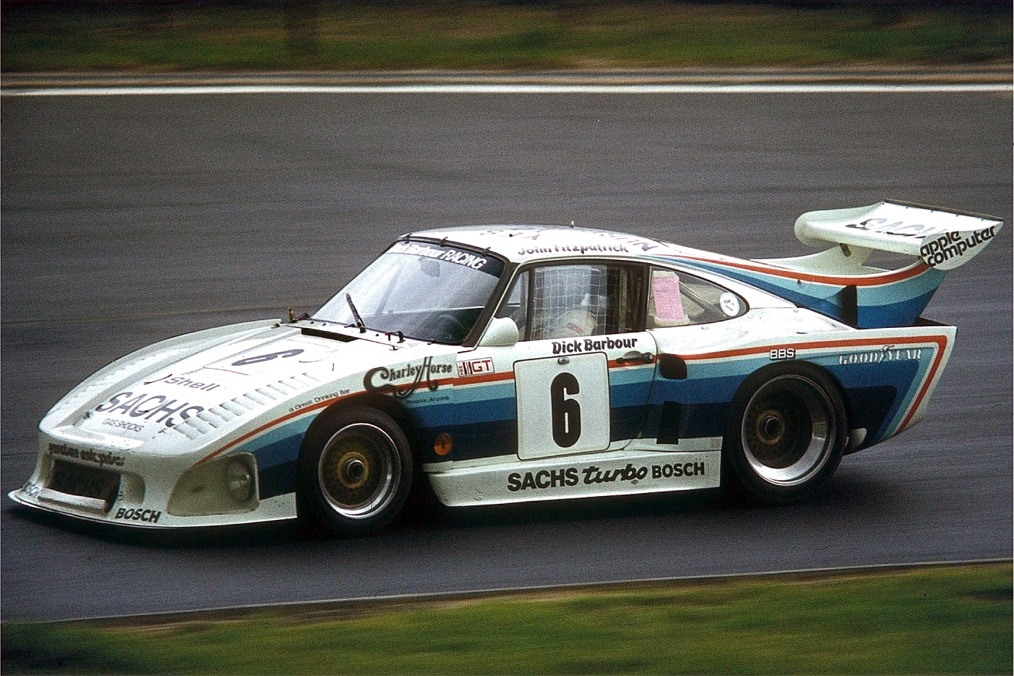
La Porsche 935

La Porsche 935 turbo, una versione potenziata della Porsche 911 stradale, dominò le gare di durata alla fine degli anni settanta, venendo iscritta da molte scuderie clienti Porsche in gare di tutto il mondo. La scuderia tedesca Kremer riuscì a vincere Le Mans 1979 con una versione altamente evoluta della vettura, un successo notevole per un'auto basata su un progetto vecchio di 15 anni. L'attore Paul Newman finì al secondo posto con la Porsche 935 di Dick Barbour, il team che aveva ottenuto la vittoria alla 12 Ore di Sebring di pochi mesi prima.
Le avversarie tra i prototipi consistevano principalmente di Ford M10 derivate dalla Gulf GR8 del 1975. La Ford France e un consorzio di concessionarie Ford francesi finanziarono l'ex Scuderia Wyer, per l'occasione le auto vennero dotate di un motore Cosworth DFV V8.
La Porsche 935 del team Kremer, guidata dai fratelli Don e Bill Whittington e da Klaus Ludwig vinse la gara autorevolmente ma anche in modo rocambolesco, infatti a tre quarti di corsa la vettura si fermò a bordo pista per un inconveniente tecnico al turbocompressore, Don Whittington che era al volante scese per controllare il guasto e per raffreddare questo componente meccanico decise di urinarci sopra, in questo modo poté effettuare una riparazione di fortuna e rientrare ai box dove la vettura venne prontamente aggiustata e infine centrò la vittoria.

### Gli anni ottanta

Vecchio logo della 24 Ore di Le Mans.

Nel 1980 la Porsche non iscrisse nessuna vettura propria nel Gruppo 6, allo scopo di non competere con le molte vetture dei clienti iscritte nel Gruppo 5. L'unica Porsche gruppo 6, un roadster sponsorizzato dalla Martini, iscritto da Reinhold Joest per sé stesso e Jacky Ickx, venne battezzata 908/80, ma somigliava molto alla versione del 1977 della 936. In effetti si trattava di una vettura realizzata da Joest usando un telaio tipo 936, usando anche molti componenti delle sue 935 Turbo, tra cui motore e cambio e altre parti prodotte e acquistate privatamente dallo stesso preparatore tedesco.
La 908/80 era la favorita ma la Porsche poteva contare su molte 935, cinque Gruppo 5 più otto IMSA GTX, tra cui tre della Scuderia di Dick Barbour, vincitrice alla 12 Ore di Sebring.
La partenza fu probabilmente la più bagnata di Le Mans e fu la prima volta che un pilota, Rondeau, vinse Le Mans con una vettura che portava il suo nome.
Alla fine della gara Ickx annunciò il suo ritiro dalle corse, ma si assistette già nel 1981 al suo ritorno, limitato alla gara francese, in seguito alle insistenze della Porsche che iscrisse due 936 guidate dalla collaudata coppia Ickx/Bell e da Schuppan/Mass. La ragione principale per iscriversi a Le Mans era di sperimentare il motore progettato per la nuova auto. Si trattava di un 2,6 litri turbocompresso derivato da un motore pensato per Indianapolis e mai impiegato.
Tutta la gara venne corsa sotto un caldo torrido, ma il test del motore ebbe successo. Dopo la prima ora Ickx e Bell avevano ottenuto un considerevole vantaggio e rimasero al comando per il resto della gara. Vinsero con un margine ancor più grande che nel 1976.
L'unico incidente per i vincitori avvenne dopo la fine della gara. Infatti Derek Bell non attraversò mai il traguardo, venne estratto dall'auto dai fans e portato sul podio. Qui Derek Bell chiese dell'acqua per rinfrescarsi ma l'unica bevanda disponibile era lo champagne, Bell bevve quello fino a quando non perse conoscenza.

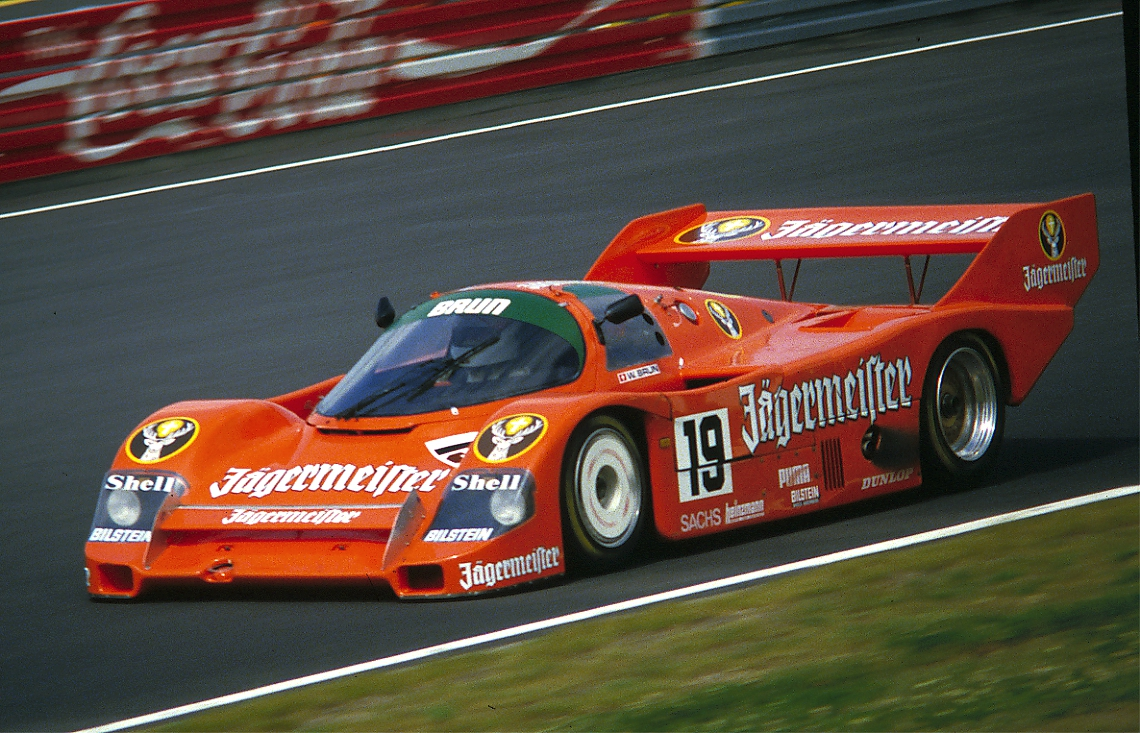
Una Porsche 956

Nel 1982 erano entrate in vigore le nuove regole FIA per il Gruppo C. La nuova Porsche 956 aveva esordito poche settimane prima a Silverstone e, sorprendendo gli stessi uomini della Porsche, conquistò i tre posti sul podio conformemente ai numeri di gara delle tre vetture 1-2-3.
La vittoria più schiacciante nella storia di Le Mans è quella della Porsche nella edizione del 1983, quando occupò le prime undici posizioni finali, fatta salva la nona. Negli anni seguenti la 956 (e successivamente la sua evoluzione 962C derivata dalla versione IMSA) dominò. Anche se non venne molto notata all'epoca, la 12ª posizione della Mazda 717C nel 1983 (con la vittoria nella Classe C Junior), segnò l'inizio della corsa della casa giapponese verso il podio del 1991 ottenuto con un motore Wankel.
Nel 1984 il successo arrise alla Porsche 956B della scuderia privata di Joest in assenza della scuderia ufficiale. Il risultato si ripeté nel 1985, dove con la stessa vettura (numero di telaio 117) il trio Ludwig/Barilla/Winter batté anche la squadra ufficiale, che però fece sua la gara del 1986.
A differenza delle edizioni precedenti, risoltasi in una contesa tra la squadra ufficiale Porsche e le sue squadre clienti, per l'edizione del 1987 si presenta al via un parco vetture più variegato, con in evidenza la Jaguar, che con la sua XJR-8 aveva colto la vittoria nelle prime quattro gare del mondiale Endurance. Quell'anno venne introdotta la chicane Dunlop, che ridusse la velocità di percorrenza della prima curva del tracciato da circa 260 km/h a 160 km/h e incrementò le dimensioni della via di fuga.

Il 1988 vede il ritorno della Mercedes-Benz in collaborazione con Sauber a dar battaglia alla plurivittoriosa Porsche e alla Jaguar. Le Sauber C9 Mercedes devono ritirarsi ancora prima della gara a causa di problemi agli pneumatici e così la corsa vedrà protagoniste di una sfida epica Porsche e Jaguar. Dopo 24 ore di gara tiratissime sarà la Jaguar XJR-9 ad avere la meglio per soli due minuti e mezzo sulla Porsche 962C ufficiale. Da segnalare il record di velocità di 405 km/h ottenuto dalla WM P88 allestita per l'occasione.

L'anno successivo la Mercedes ritorna maggiormente preparata e coglie il primo e il secondo posto lasciando alla Jaguar e alle numerose Porsche affidate a team privati il ruolo di spettatori. Impressionante la velocità di punta, di 400 km/h, ottenuta dalla Sauber Mercedes durante le prove che indurrà l'allora FISA (oggi FIA) a far introdurre delle chicane sul rettilineo delle Hunaudières sancendo la fine di un'epoca.

### Gli anni novanta
Nel 1990 il tracciato perde molto del suo fascino con l'introduzione di due chicane per limitare le velocità di punta. A competere con la Jaguar arriva in forze la Nissan schierando diverse R90. Le vetture giapponesi, molto veloci in qualifica, lamentano una scarsa affidabilità e così la Jaguar XJR-12 si aggiudica il primo e il secondo posto. Da segnalare anche il ritiro della Porsche del Team Brun a solo un quarto d'ora dalla fine mentre era in seconda posizione.

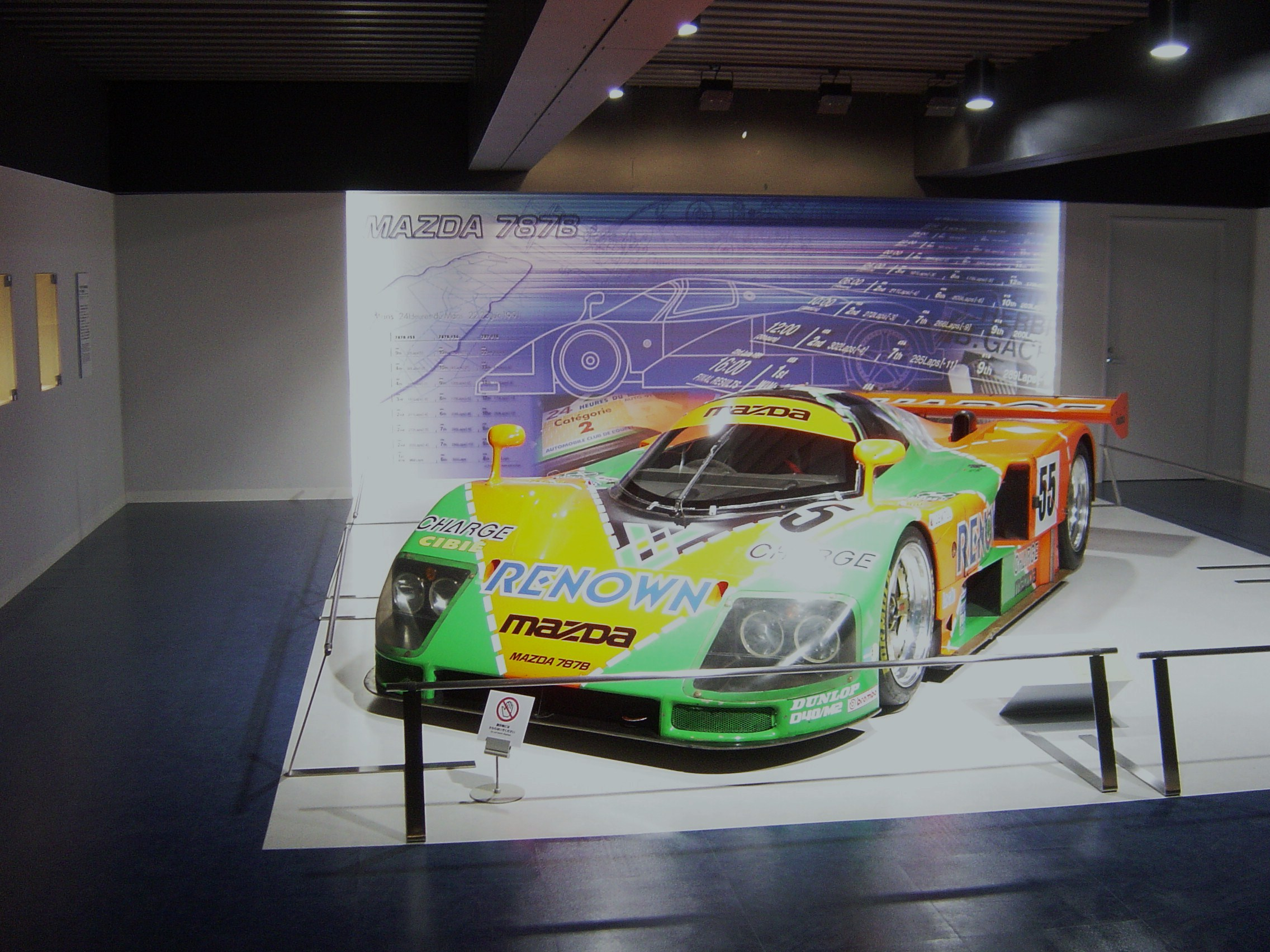
Una Mazda 787B

Nel 1991 i regolamenti internazionali vedevano favorite le nuove vetture della classe Sport 3.5L con motore aspirato di 3.500 cm³ concepite per gare sprint, ma essendo Le Mans una gara di durata le possibilità di vittoria sarebbero state solo per le "vecchie" vetture del Gruppo C. Mercedes-Benz e Jaguar optarono infatti per le più affidabili vetture di questa classe lasciando solo la Peugeot a competere con le vetture della nuova classe 3.5L. Le vetture francesi si ritirarono però poche ore dopo il via. Sin dall'inizio la Mercedes-Benz C11 prese il comando accumulando un discreto vantaggio e relegando al ruolo di inseguitori le tre Jaguar XJR-12 ufficiali, seguite da una schiera di Porsche 962C schierate da team privati. La sorpresa fu però la vittoria finale della Mazda 787B del team ufficiale Mazdaspeed che cominciò a risalire la classifica fino a trovarsi al comando della corsa quando la Mercedes, che aveva comandato per 20 ore, dovette ritirarsi con il motore rotto. Venne seguita dalle tre Jaguar e dalla Mercedes-Benz superstite, guidata tra gli altri da Michael Schumacher.
La Mazda 787B, spinta dal motore "rotativo" Wankel è l'unica auto con un motore non convenzionale ad aver vinto a Le Mans. La Mazda correva a Le Mans dal 1974, con una serie di auto spinte da un motore rotativo, a partire dalla Mazda RX-7. La compagnia ottenne un dodicesimo posto assoluto e la vittoria nella Classe C Junior nel 1983 con la 717C, ma ebbe meno successo con le seguenti 727C e 737C. Le prestazioni della casa giapponese migliorarono con la 757 e la 767/B, ottenendo quattro vittorie nella Classe GTP, dal 1987 al 1990.

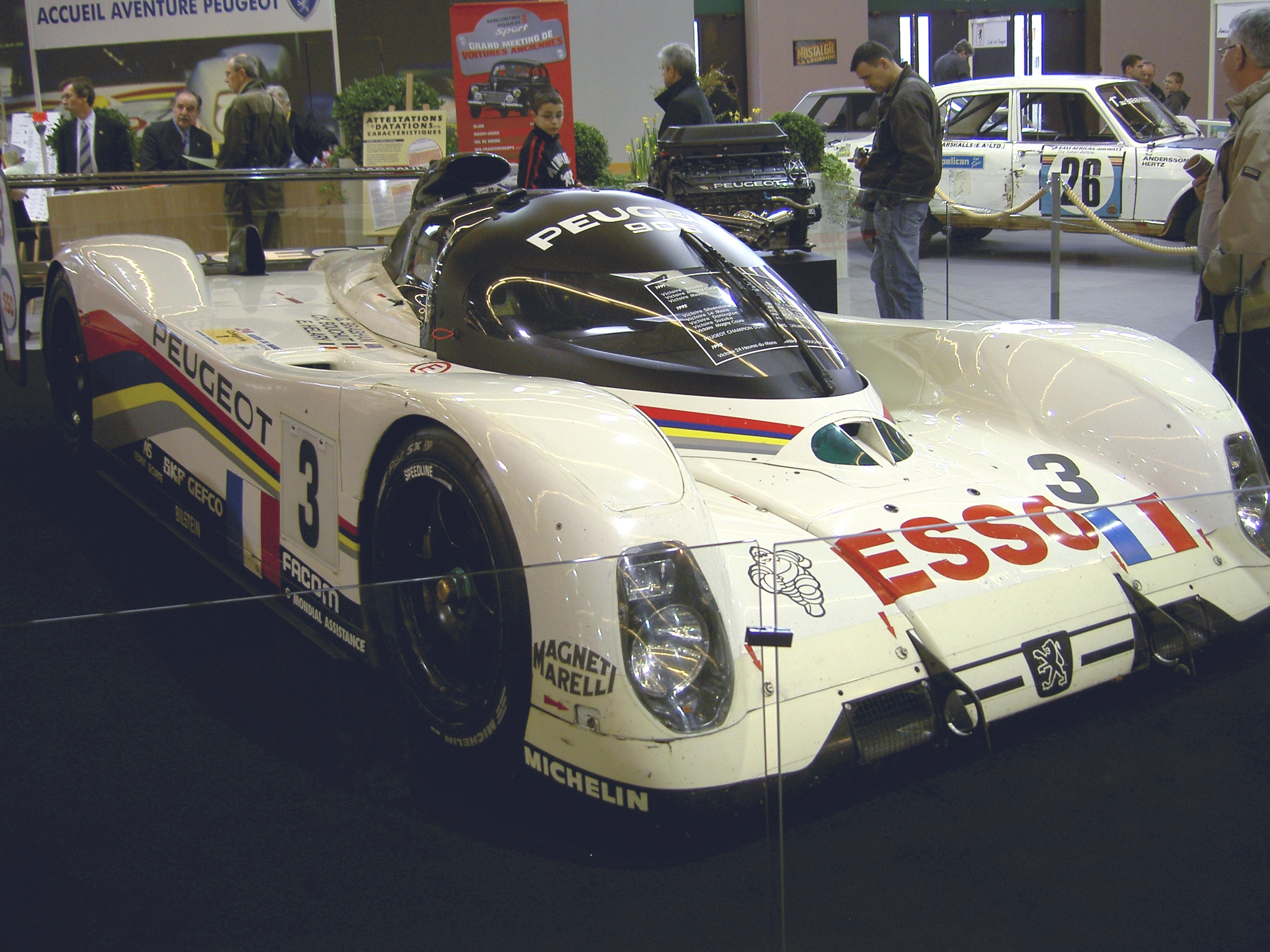
La Peugeot 905 Evo Lm

Il regolamento del Gruppo C per le gare di durata era in vigore da diversi anni. Il consumo di carburante era limitato, e venivano usati motori di diversi tipi. Nonostante il successo di queste norme, esse vennero cambiate: vennero introdotti motori simili a quelli impiegati in F1 (solitamente dei 3.500 cm³ aspirati). Nel 1992, la Peugeot prepara accuratamente una specifica del suo motore V10 adatta alle lunghe distanze. La Peugeot 905 con alla guida Philippe Alliot conquista un'ottima pole position con il tempo di 3'21"200, dieci secondi meglio del tempo realizzato l'anno prima dalla Mercedes-Benz C11. Il costruttore francese trova nel biennio 1992-1993 come principale avversaria la Toyota con la sua TS010, nel 1992 la Peugeot ottiene il 1º e 3º posto mentre la Toyota giunge seconda; nel 1993 invece le Peugeot monopolizzano il podio.

Nel 1993, era stato definitivamente cancellato il campionato mondiale Marche e l'ACO si creò delle regole proprie per permettere la sopravvivenza della corsa che visse alcuni anni di declino. I cambiamenti permettevano di gareggiare ad auto stradali pesantemente modificate. Quindi, nel 1994, la 24 ore di Le Mans vide la partecipazione di versioni da corsa di supercar stradali come Ferrari F40, McLaren F1, e Jaguar XJ220.
L'edizione del 1994 venne comunque vinta da una vettura che derivava da un progetto ormai vecchio di 12 anni. Jochen Dauer sfruttò un inusuale falla nei regolamenti dell'epoca, che consentiva la costruzione di un singolo esemplare stradale per essere omologato nelle competizioni. Con l'appoggio della Porsche, realizzò la Dauer 962 Le Mans, tramite la quale vinse la gara.
La gara del 1995 venne vinta da una McLaren F1 GTR. L'auto stava dominando il BPR Global GT Series, con varie scuderie non supportate dal costruttore.
Nel 1996 la gara, venne vinta nuovamente da una vettura spinta da un motore Porsche. La casa tedesca aveva mandato una squadra con due nuove 911 GT1, con l'intento di vincere la corsa contro la flotta di McLaren F1 e Ferrari F40. L'auto che vinse venne ricavata dal nucleo di una Jaguar XJR-14 Gruppo C, modificata dalla Tom Walkinshaw Racing e con la parte meccanica della Porsche 962. Il risultato fu la TWR-Porsche WSC-95, che pur non essendo la più veloce in pista, ottenne la vittoria quando le vetture delle scuderie supportate dai costruttori andarono incontro a guasti meccanici.

La gara del 1997 venne vinta dalla stessa auto, sconfiggendo le scuderie di Porsche, BMW (che faceva correre 2 McLaren F1 GTR), Nissan, Lotus, Lister e Ferrari. Ancora una volta la TWR-Porsche WSC-95 non fu la più veloce in pista, ma quando i problemi colpirono le altre squadre, era lì pronta per prendersi la vittoria.

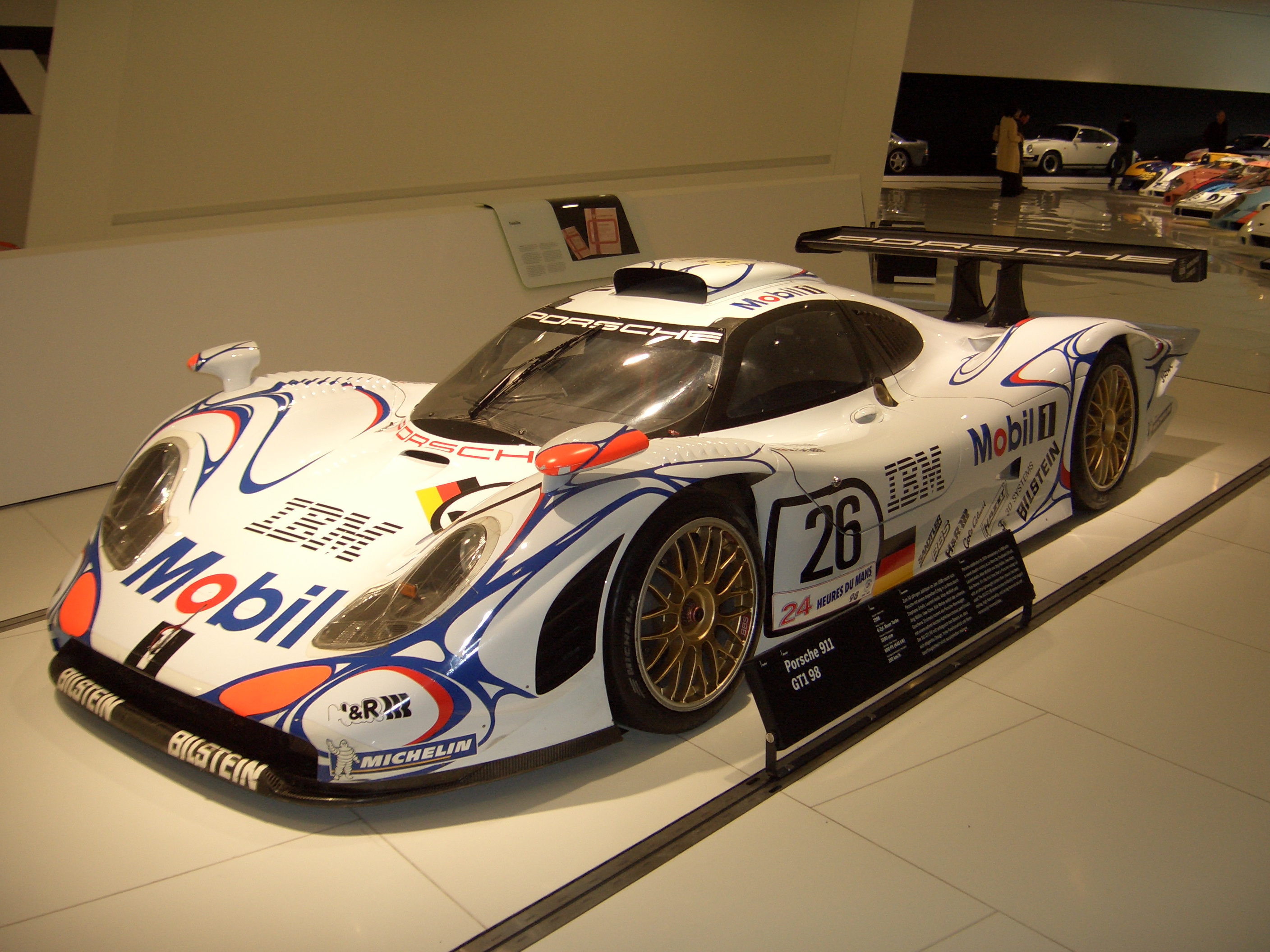
La Porsche 911 GT1 vincitrice nel 1998

Il 1998 segnò il ritorno delle grandi case e fu il primo di due anni in cui i produttori di auto furono seriamente coinvolti nella 24 Ore di Le Mans. Le due scuderie più impegnate nel campionato GT della FIA inviarono le loro scuderie ufficiali: la Porsche con due 911 GT1-98 e la Mercedes con due nuove CLK-LM sviluppate appositamente per la gara. Oltre a questo, la Porsche fornì pieno appoggio a due squadre che mettevano in pista una versione aggiornata della TWR-Porsche. La Toyota iscrisse tre delle sue nuove ed estremamente veloci GT-One, la BMW schierò 2 sport aperte denominate V12 LM realizzate dalla Williams F1, mentre la Nissan iscrisse 4 delle sue R390 GT1. Anche gli Stati Uniti erano tornati a essere rappresentati grazie alla scuderia Panoz proprietà del magnate Don Panoz, le sue due vetture erano le GTR-1 spinte da motori Ford. Le 2 Porsche ufficiali vinsero la gara mentre le più veloci Mercedes, BMW e Toyota si ritirarono per problemi meccanici e incidenti.
Nel 1999 la Porsche non presentò una squadra ufficiale, lasciando il campo alle scuderie di Toyota (con 3 GT-One aggiornate), Mercedes (con 3 Mercedes-Benz CLR), Audi (con quattro delle sue R8: 2 R8r aperte e 2 R8c chiuse), Panoz (con 2 dei suoi nuovi prototipi Panoz Spyder LMP-1), BMW (con 2 nuove LMR progettate dalla Williams) e Nissan (con una R391 e una Courage C52 con motore Nissan). La corsa venne offuscata dal ritiro della Mercedes da Le Mans, anche se questa volta non si registrarono perdite di vite umane. Le nuove Mercedes-Benz CLR, pur essendo molto veloci, subirono gravi incidenti quando decollarono letteralmente dalla pista e volteggiarono in aria in tre occasioni distinte, la più spettacolare delle quali, avvenuta durante la corsa, venne ripresa dalle telecamere. Ancora una volta, non fu l'auto più veloce a vincere, poiché le Toyota GT-One andarono nuovamente incontro a incidenti e problemi meccanici, e la scuderia BMW fu in grado di assicurarsi la vittoria prima della sua entrata in Formula 1.

### Gli anni duemila
Dopo il 1999 l'interesse nella gara per i costruttori svanì, poiché la maggior parte si era spostata su altre competizioni (BMW e Toyota avevano iniziato o stavano iniziando l'avventura in Formula 1, mentre la Mercedes si concentrava sulla Formula 1 e sulla nuova DTM) o stava andando incontro a problemi finanziari (come nel caso della Nissan).
Per l'edizione 2000, furono coinvolti alcuni costruttori, con un marcato incremento del coinvolgimento dagli Stati Uniti. L'Audi ritornò con telaio R8 completamente nuovo, accoppiato a un nuovo motore che sfruttava la nuova tecnologia FSI. Dagli USA la Chrysler inviò una scuderia con due auto che usavano il telaio Reynard 2KQ e motori marcati Mopar, la Cadillac (un marchio della General Motors) si presentò con quattro auto spinte dal suo motore "Northstar", mentre Don Panoz iscrisse nuovamente le sue LMP-1. Le Audi, preparate dalla scuderia Joest Racing, si aggiudicarono i primi posti nelle qualificazioni, e grazie ai seri problemi cui andarono incontro gli avversari, vinsero la gara. Le vittorie Audi continuano per altri due anni, con il trio di piloti composto da Frank Biela (Germania), Tom Kristensen (Danimarca) e Emanuele Pirro (Italia).

Nel 2003 dopo tre anni di vittorie, i vertici Volkswagen decidono di puntare tutto sulla Bentley Speed 8 (marchio di proprietà del gruppo dal 1998), perciò non vengono schierate delle vetture ufficiali Audi, ma tre Audi R8 clienti affidate a squadre private, che possono solo accontentarsi di finire alle spalle delle due Bentley.
La Bentley Speed 8, tornano così alla vittoria dopo 73 anni, con il loro sesto titolo (dopo i 5 realizzati fra il 1924 e il 1930). I prototipi erano equipaggiati con motore Audi V8 benzina biturbo, e tra i piloti vincitori vi erano Tom Kristensen e Dindo Capello, pure prestati dalla casa tedesca.
Nel 2004 e nel 2005 le edizioni furono vinte dall'Audi R8 Sport affidate a scuderie private (come l'inglese Team Veloqx), nel 2005 confrontandosi con le Pescarolo-Judd dell'ex pilota transalpino, una delle quali guidata anche dal francese, Sébastien Loeb (famoso per le vittorie WRC), mentre il danese Tom Kristensen stabilì un record di 6 vittorie consecutive.

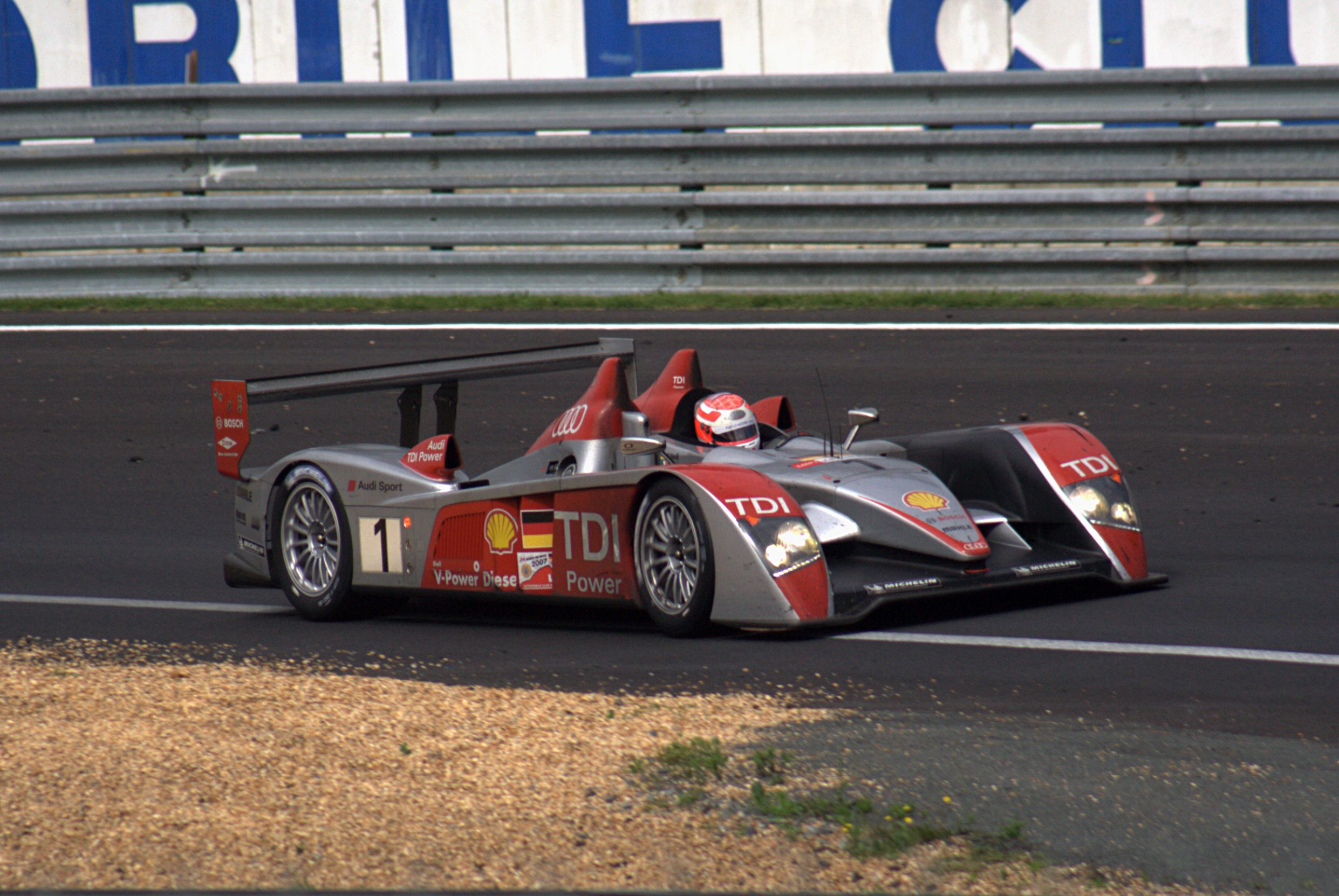
L'Audi R10 TDI vincitrice nell'edizione del 2007

Nel 2006 l'Audi sostituisce l'R8 sport con una nuova vettura, denominata R10, che ottiene la sua prima vittoria a Sebring. Il terzetto formato da Emanuele Pirro, Frank Biela e Marco Werner conduce alla vittoria l'Audi R10 TDI, prima autovettura dotata di motore diesel a vincere la 24 ore di Le Mans grazie anche al pochissimo tempo trascorso ai box dovuto al basso consumo di gasolio. Questa particolarità sarà in seguito la causa del cambiamento del regolamento, con le differenziazioni della capacità del serbatoio tra le vetture alimentate a gasolio e quelle alimentate a benzina, tuttavia il regolamento era, ed è tuttora favorevole ai diesel permettendo maggior cilindrata, maggior pressione di sovralimentazione e flange più larghe per questi ultimi. Al 2º posto si piazza la Pescarolo condotta da Loeb, Helary e Montagny. Completa il podio l'altra Audi di Capello, Kristensen e McNish.

Nel 2007, dopo diversi anni di vittorie Audi, al via della gara si presenta in forma ufficiale anche la Peugeot con le sue due 908 HDi LMP1. In un finale sotto pioggia battente sono Marco Werner, Emanuele Pirro e Frank Biela a vincere la corsa su Audi R10 TDI; secondo posto per Stéphane Sarrazin, Pedro Lamy, Sébastien Bourdais su Peugeot 908; completano il podio al terzo posto Emmanuel Collard, Jean-Christophe Boullion e Romain Dumas alla guida della Pescarolo-Judd.

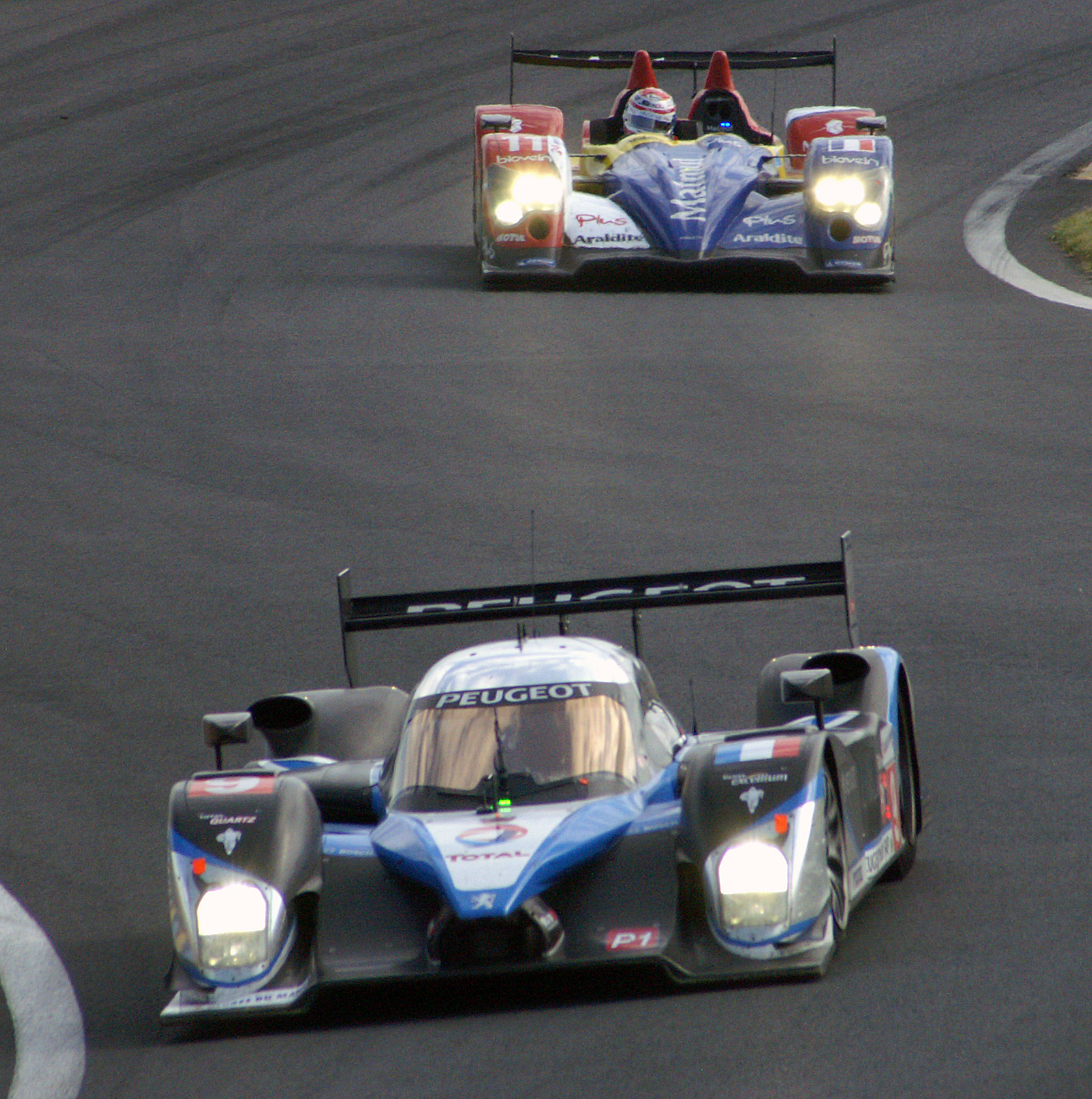
La Peugeot 908 #9 vincitrice della 24 Ore di Le Mans 2009

Nel 2008 si ripete la sfida Audi-Peugeot per la vittoria, le Peugeot 908 velocissime in prova e in gara vengono però battute dall'Audi R10 dell'equipaggio Tom Kristensen, Rinaldo Capello e Allan McNish che dopo un lungo testa a testa la spunta nelle ore conclusive per meno di un giro.
Nel 2009 si aggiunge nella classe LMP1 l'Aston-Martin, che partecipa con 3 Lola-Aston Martin B09/60, vetture realizzate su telai Lola e dotate del propulsore a benzina V12 derivato dall'unità motrice della Aston Martin DBR9 di classe GT1. L'Audi corre con 3 nuove Audi R15 TDI ufficiali e con 2 R10 TDI clienti, mentre la Peugeot schiera 3 aggiornate 908 HDi e una clienti. La vittoria dell'edizione 2009 delle 24 Ore va alla Peugeot con l'equipaggio composto da Marc Gené, Alexander Wurz e David Brabham e seconda ancora un'altra Peugeot con Stéphane Sarrazin, Franck Montagny e Sébastien Bourdais. Nella classe minore dei prototipi, la LMP2, vittoria della Porsche RS Spyder, in classe GT1 vittoria della Chevrolet Corvette C6 e nella GT2 della Ferrari F430.

### Dal 2010 al 2020
La 78ª edizione, disputata nel 2010, ha visto il dominio dell'Audi Sport. Nella categoria principale, la LMP1, la casa di Ingolstadt ha conquistato l'intero podio con i suoi tre team. La vittoria è andata alla Audi R15 TDI guidata da Timo Bernhard-Romain Dumas-Mike Rockenfeller che erano partiti dalla quinta posizione. Subito dietro è giunto l'altro equipaggio dell'Audi Sport Team Joest composto da Fässler-Lotterer-Treluyer, settimo dopo le qualifiche. La terza R15 TDI di Dindo Capello, Tom Kristensen e Allan McNish chiude in terza posizione nonostante un incidente che li ha rallentati nella notte. La R15 TDI vincente ha percorso 397 giri coprendo una distanza di 5.410 km, nuovo record dell'attuale configurazione del circuito e in assoluto la migliore prestazione di percorrenza chilometrica nella storia della 24 Ore di Le Mans. Disfatta completa per la Peugeot. Le vetture francesi si sono alternate al comando per due terzi della gara, ma nelle ultime ore della gara tutti gli equipaggi al volante delle 908 HDI (tre ufficiali e una privata) si sono dovuti ritirare per cedimenti di vario genere.
In LMP2 è stata una lunga corsa in solitaria del team Strakka Racing con la debuttante, ma costante e affidabile Acura HPD ARX-01 di Nick Leventis-Danny Watts-Jonny Kane, arrivata al traguardo in quinta posizione assoluta. Sul podio sono saliti anche Moreau-Charouz-Lahaye sulla Pescarolo-Judd OAK Racing e Newton-Erdos-Wallace sulla Lola HPD Coupé del team RML. In GT1 la datata, ma in questa occasione veloce e affidabile, Saleen S7R portata a Le Mans dal Larbre Competition si è aggiudicata la vittoria della classe maggiore fra le Gran Turismo. Alloro per Gabriele Gardel-Roland Berville-Julien Canal, che hanno preso il largo sulla Corvette C6.R di Policand-Gregoire-Hart. Terza piazza per la Aston Martin DBR9 di Enge-Nygaard-Kox. In GT2 la squadra delle Chevrolet Corvette C6.R sembrava avviata a festeggiare vittoriosamente i 50 anni dalla prima partecipazione alla 24 Ore di Le Mans, con le due Corvette ufficiali piazzate in testa alla classe per buon parte della gara, ma un contatto duro alle 9:50 fra la 908 condotta da Davidson che tentava il recupero e la vettura americana di Emanuel Collard costringeva la numero 64 al ritiro, cedendo la testa della corsa alla Porsche 997 GT3 RS Felbermayr Proton di Marc Lieb-Richard Lietz-Wolf Henzler. Piazza d'onore per la Ferrari F430 Hankook-Farnbacher di Keen-Farnbacher-Simonsen e terzo posto per l'altra Porsche della squadra italiana BMS Scuderia Italia di Westbrook-Holzer-Scheider.

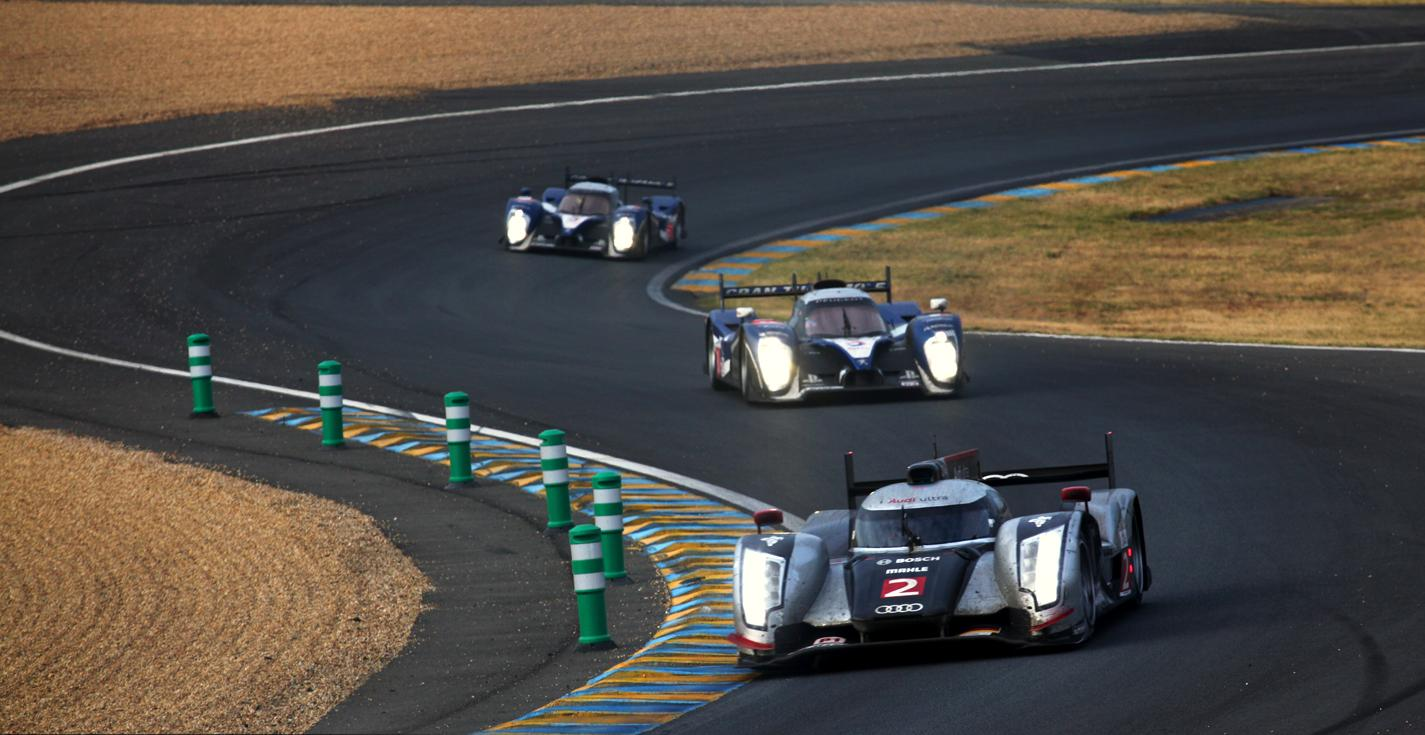
L'Audi R18 TDI numero 2 di Lotterer-Fässler-Treluyer davanti a due delle Peugeot 908 nell'edizione 2011

Anche nell'edizione 2011 la 24 ore di Le Mans verte sulla lotta tra le squadre ufficiali Audi e Peugeot, che schierano ognuna tre equipaggi ufficiali rispettivamente con le nuove Audi R18 TDI e Peugeot 908 (una 908 HDi FAP privata è inoltre schierata dalla Oreca). La gara vede la casa dei quattro anelli ritrovarsi dopo otto ore con una sola vettura in gara, dopo che le R18 TDI numero 3 e 1 con al volante rispettivamente Allan McNish e Mike Rockenfeller sono state costrette al ritiro a causa di violenti incidenti avvenuti durante il doppiaggio di vetture GT. Nonostante ciò l'Audi superstite, la numero 2 guidata da André Lotterer, Marcel Fässler e Benoît Tréluyer (secondi nel 2010), riesce a tenere testa al forcing della squadra Peugeot, vincendo la gara con circa 14 secondi di vantaggio sulla 908 di Sébastien Bourdais, Pedro Lamy e Simon Pagenaud. Terza l'altra Peugeot di Montagny-Sarrazin-Minassian. In classe LMP2 la vittoria va alla Zytek-Nissan del Greaves Motorsport di Oijeh-Kimber Smith e Lombard (giunta ottava assoluta), mentre le Chevrolet Corvette C6Zr1 trionfano nelle classi GT (categoria da questa edizione divisa tra equipaggi professionisti e amatori), con Beretta-García-Milner vincitori nella categoria GTE-Pro e Gardel-Canal-Bornhauser vincitori nella GTE-Am.

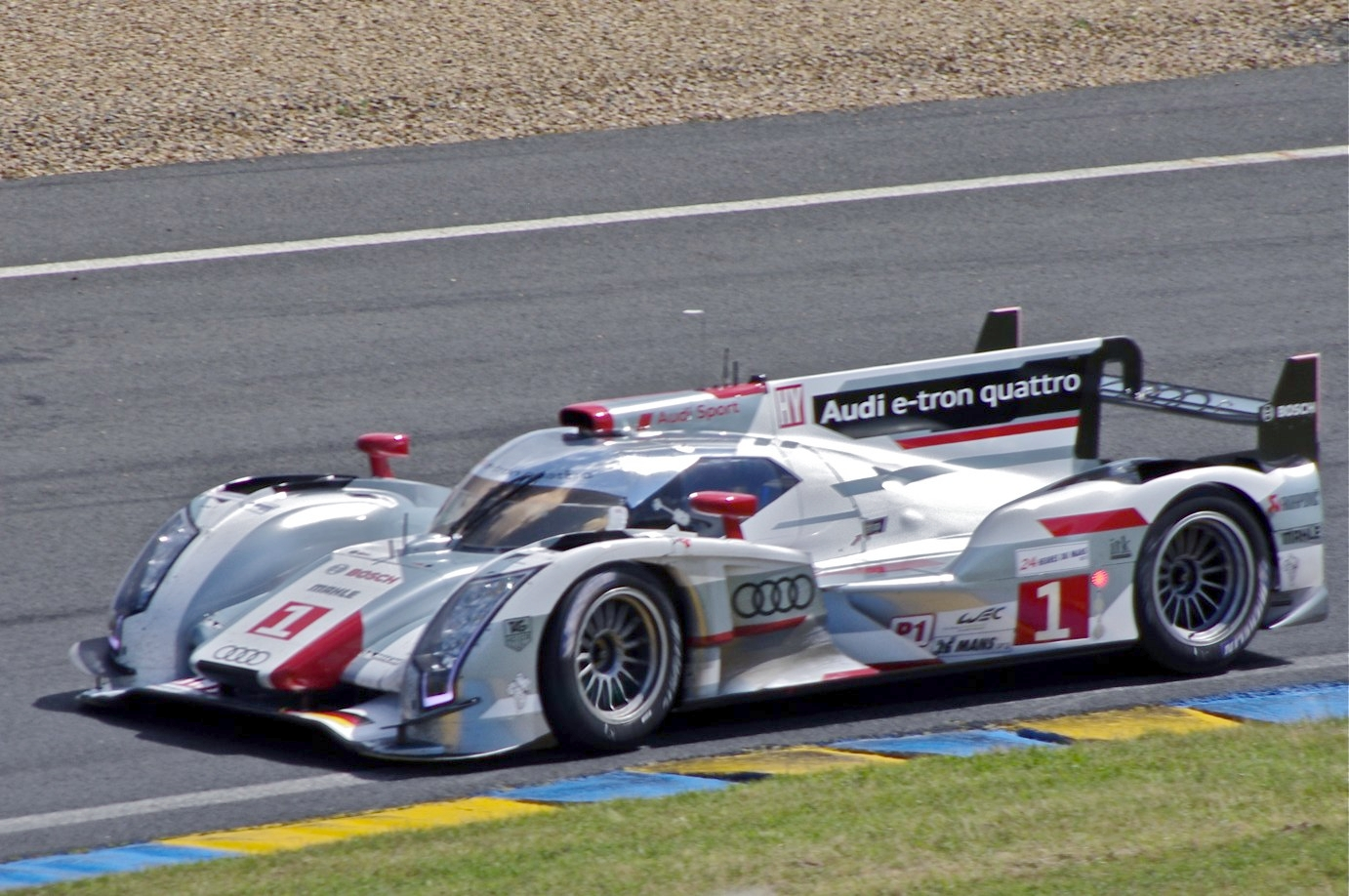
L'Audi R18 e-tron quattro giunta prima al traguardo nel 2012: si tratta della prima vettura ibrida a conquistare la 24 ore di Le Mans

La 24 ore di Le Mans 2012 vede l'assenza della Peugeot, ritiratasi dall'endurance prima dell'inizio della stagione, che lascia il ruolo di rivale dell'Audi alla Toyota, che si ripresenta in forma ufficiale dopo l'esperienza di fine anni novanta. Sia i giapponesi che la Audi sfruttano la possibilità data dal nuovo regolamento di utilizzare sistemi a propulsione ibrida-elettrica, che sulle 2 Audi R18 e-tron quattro schierate in corsa permette in certe situazioni stabilite dal regolamento di utilizzare la trazione su tutte e 4 le ruote, data la posizione del sistema di propulsione elettrico sull'asse anteriore. L'Audi schiera inoltre 2 R18 Ultra ufficiali, versione non ibrida della R18 e-tron quattro, mentre la Toyota partecipa con due equipaggi al volante di altrettante TS030 Hybrid. La gara verte sulla sfida tra questi due costruttori, ma la Toyota termina presto la sua avventura, a causa di un violento incidente alla fine del rettilineo delle Hunaudières con una Ferrari 458 GTC di classe GTE-Am che toglie di gara la vettura numero 8 guidata in quel momento da Anthony Davidson (che nell'occasione si frattura due vertebre), e di un altro incidente, a cui segue dopo le riparazioni la rottura del motore, che costringe al ritiro la vettura numero 7 (al comando per un breve spezzone di gara) dopo meno di un terzo di gara. Da quel momento la lotta per la vittoria verte tra le due R18 ibride dell'Audi, libere da ordini di scuderia, con la battaglia che si risolve durante la mattina della domenica, quando la vettura numero 2, con Allan McNish al volante, va a sbattere durante un doppiaggio perdendo poi un giro per le riparazioni nei confronti della vettura numero 1 in quel momento condotta da André Lotterer. Si assiste così alla vittoria dell'equipaggio vincitore nel 2011, composto, oltre che da Lotterer, da Marcel Fässler e Benoît Tréluyer, che regolano l'altra R18 e-tron quattro di McNish, Capello e Kristensen. Terza la R18 Ultra di Bonanomi-Jarvis-Rockenfeller, davanti alla Lola-Toyota di Prost-Jani-Heidfeld e alla Audi R18 ultra di Gené-Duval-Dumas, attardata da incidenti. La vittoria in classe LMP2 va all'HPD ARx 03-b motorizzata Honda del Starworks Motorsport condotta da Dalziel-Kimber Smith-Potolicchio, mentre tra le GT la vittoria della classe GTE-Pro va alla scuderia italiana AF Corse, che conquista le prime due posizioni di categoria con due Ferrari 458 Italia vincendo con l'equipaggio Fisichella-Bruni-Vilander. Tra gli amatori vittoria per la Chevrolet Corvette C6 ZR1 della Larbre Competition condotta da Lamy-Bornhauser-Canal. Degno di nota, la R18 e-tron quattro stabilisce con questa vittoria 2 primati alla 24 Ore di Le Mans: prima vittoria di una vettura con propulsione ibrida e prima vittoria di una vettura a trazione integrale.
Nel 2013 la gara è stata vinta per il terzo anno consecutivo da una vettura dell'Audi Sport Team Joest, il cui equipaggio era formato da Tom Kristensen, Loïc Duval e Allan McNish. La gara, disputatasi in condizioni meteo molto mutevoli che hanno provocato vari incidenti e imposto numerosi ingressi delle safety car, è stata tragicamente caratterizzata dalla morte del pilota Allan Simonsen, protagonista di un violento impatto alla curva Tertre Rouge con la sua Aston Martin nelle primissime fasi della gara: estratto dalla vettura, il pilota danese è morto in ospedale.
La 24 ore del 2014 è stata molto combattuta fin dalle prime fasi di gara. Toyota, che partiva come favorita dopo aver vinto le prime due gare da 6 ore del mondiale (Silverstone e Spa, entrambe con doppietta) ha confermato le attese e ha ottenuto la pole position nel venerdì delle qualifiche, seguita dale due Porsche 919 Hybrid e dalle tre Audi R18 E-tron Quattro. Dopo meno di quattro ore di gara, uno scroscio di pioggia battente lungo il rettilineo della Mulsanne causa numerosi incidenti, dove è costretta al ritiro la Audi n. 3 guidata in quel momento da Marco Bonanomi; mentre la Toyota n. 8 incidentata e guidata da Sarrazin è riuscita ad arrivare ai box, ma ormai quando rientra in pista è fuori dalla lotta per la vittoria per via del tempo necessario per tutte le riparazioni. La gara procede su ritmi elevate in tutte le quattro classi fino alla notte, dove poche ore prima dell'alba la Toyota n. 7 che si trovava al commando ha sofferto problem di affidabilità ed è stata ferma 4 giri ai box per la riparazione del motore termico. Dalle prime luci dell'alba è quindi una lotta tra le due sopravvissute Audi e la Porsche n.19. Dopo vari scambi di posizione e variazioni delle strategie da parte di Audi che riesce a prendere il primo posto con la R18 n.2 guidata in quello stint da Andre Lotterer, la R18 n.1 e la Porsche hanno dei problemi al motore a un'ora e mezza dalla fine. L'Audi riesce a riparare dopo soli 3 giri, mentre Porsche riesce a riparare completamente la sua vettura nell'ultima mezz'ora di gara, mandandola in pista per completare la corsa. Anche nel 2014 è l'Audi ad aggiudicarsi la vittoria della corsa, con la vettura n. 2 guidata da Fassler, Lotterer e Treluyer che ha concluso al primo posto davanti all'Audi n.1 di Di Grassi, Genè e Kristensen. La Toyota deve accontentarsi del terzo posto.
Nella classe LMP2 vittoria della Zytek motorizzata Nissan, che ha battuto la concorrenza di Ligier, data per favorita prima del via.
Successo per la Ferrari 458 Italia della AF Corse guidata da Bruni, Vilander e Fisichella nella classe GTE-PRO. Aston Martin prima, invece, nella categoria GT-AM.
La 24 Ore di Le Mans del 2014 è stata l'edizione con il maggior pubblico al circuito, con più di 266.000 spettatori presenti lungo tutto il tracciato.

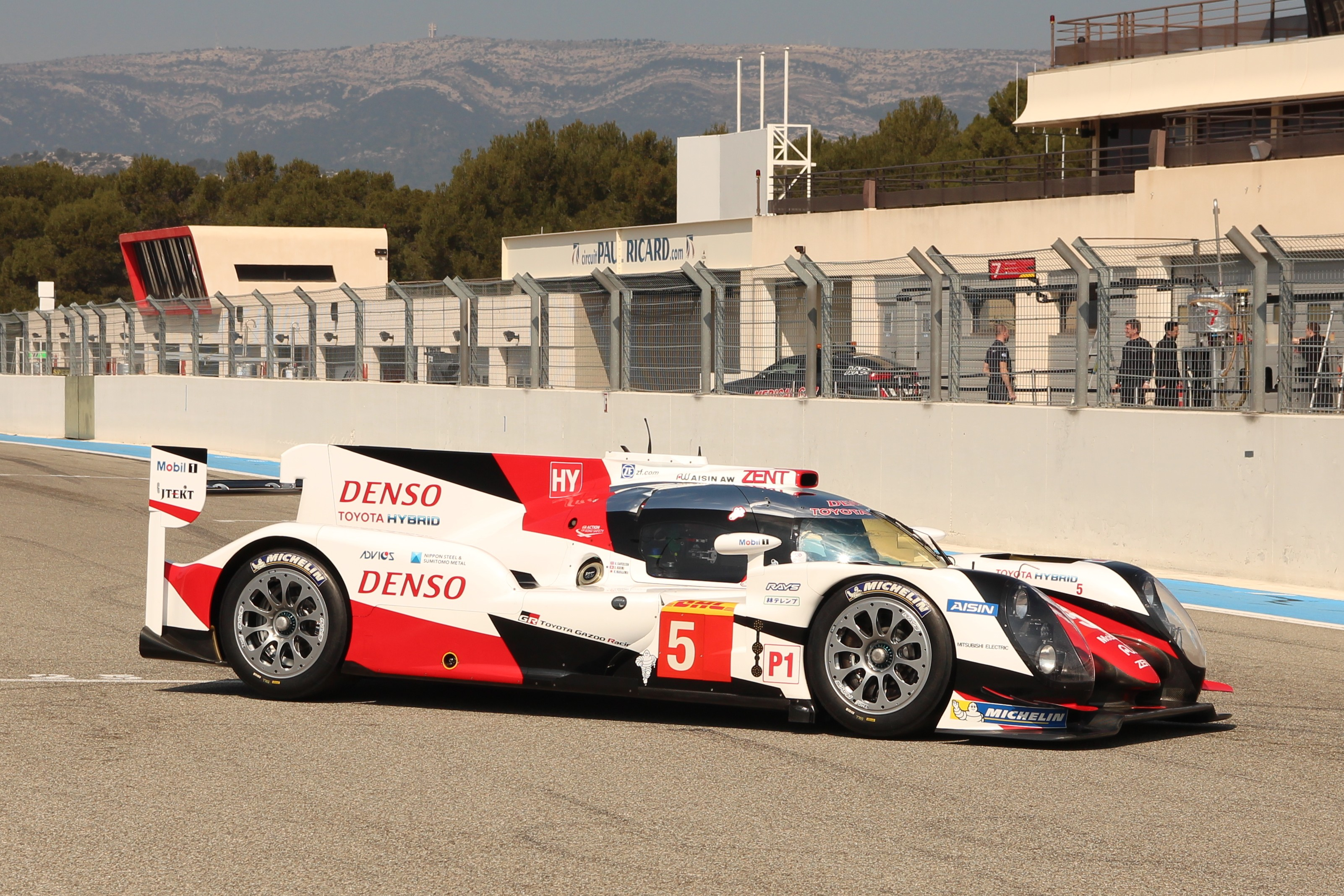
La Toyota TS050 Hibrid che ha monopolizzato la 24 Ore per tre anni, tra il 2018 e il 2020, alla sua presentazione sul Circuito Paul Ricard.

L'edizione 2017 ha visto la tripletta di vittorie della Porsche (2015-2016-2017) con la sua 919 Hybrid #2 guidata da Timo Bernhard, Brendon Hartley e Earl Bamber. La gara è stata caratterizzata dai numerosi ritiri delle LMP1 (solo 2 prototipi al traguardo) e, anche per i problemi accusati dalla Porsche #2, fino all'ultima ora di gara è stata in testa una LMP2. LMP2 che sono riuscite a salire sul podio con la Oreca 07 del team Jackie Chan DC Racing, guidata da Ho-Pin Tung, Thomas Laurent e Oliver Jarvis (vincitrice di categoria) al secondo posto e con la Oreca 07 del team Vaillante Rebellion guidata da Nelson Piquet Jr., Mathias Beche e David Heinemeier Hansson al terzo posto.
Per le categorie GTE al primo posto nella Pro troviamo l'Aston Martin Vantage GTE di Darren Turner, Jonathan Adam e Daniel Serra e nella categoria Am la Ferrari 488 GTE di Robert Smith, Will Stevens e Dries Vanthoor.
Nel 2018 la gara è stata vinta dalla vettura del team Toyota Gazoo Racing numero 8 guidata da Fernando Alonso, Kazuki Nakajima e Sébastien Buemi, partito dalla pole position. La Toyota ha vinto per la prima volta nella sua storia il titolo nella massima categoria di gara.
La classe LMP2 è stata vinta dalla Signatech Alpine, dopo che la G-Drive TDS Racing, arrivando prima, è stata successivamente squalificata. La classe LMGTE Professional è stata vinta dal Porsche GT Team, mentre Dempsey-Proton Racing è stato il vincitore della classe LMGTE Amateur.
Nell'edizione del 2019 la vittoria assoluta è andata di nuovo all'equipaggio vincitore dell'anno precedente, su Toyota TS050-Hybrid.
Nell'edizione del 2020 Fernando Alonso non partecipa e viene sostituito da Brendon Hartley. Tuttavia la Toyota numero 8 vince per la terza volta consecutiva. Questa gara si è tenuta a settembre, fuori dalla sua collocazione abituale, a causa della Pandemia di CoVid-19. Si sono aggiudicati le altre vittorie la Oreca 07-Gibson del team United Autosport guidata da Filipe Albuquerque, Philip Hanson e Paul di Resta per la classe LMP2, all'Aston Martin Vantage AMR dell'Aston Martin Racing con alla guida Alex Lynn, Maxime Martin e Harry Tincknell per la classe GTE-Pro e ad un'altra Aston Martin Vantage AMR appartenente al team TF Sport e guidata da Jonatham Adam, Charlie Eastwood e Salih Yoluç per la classe GTE-Am.

### Dal 2021 a oggi

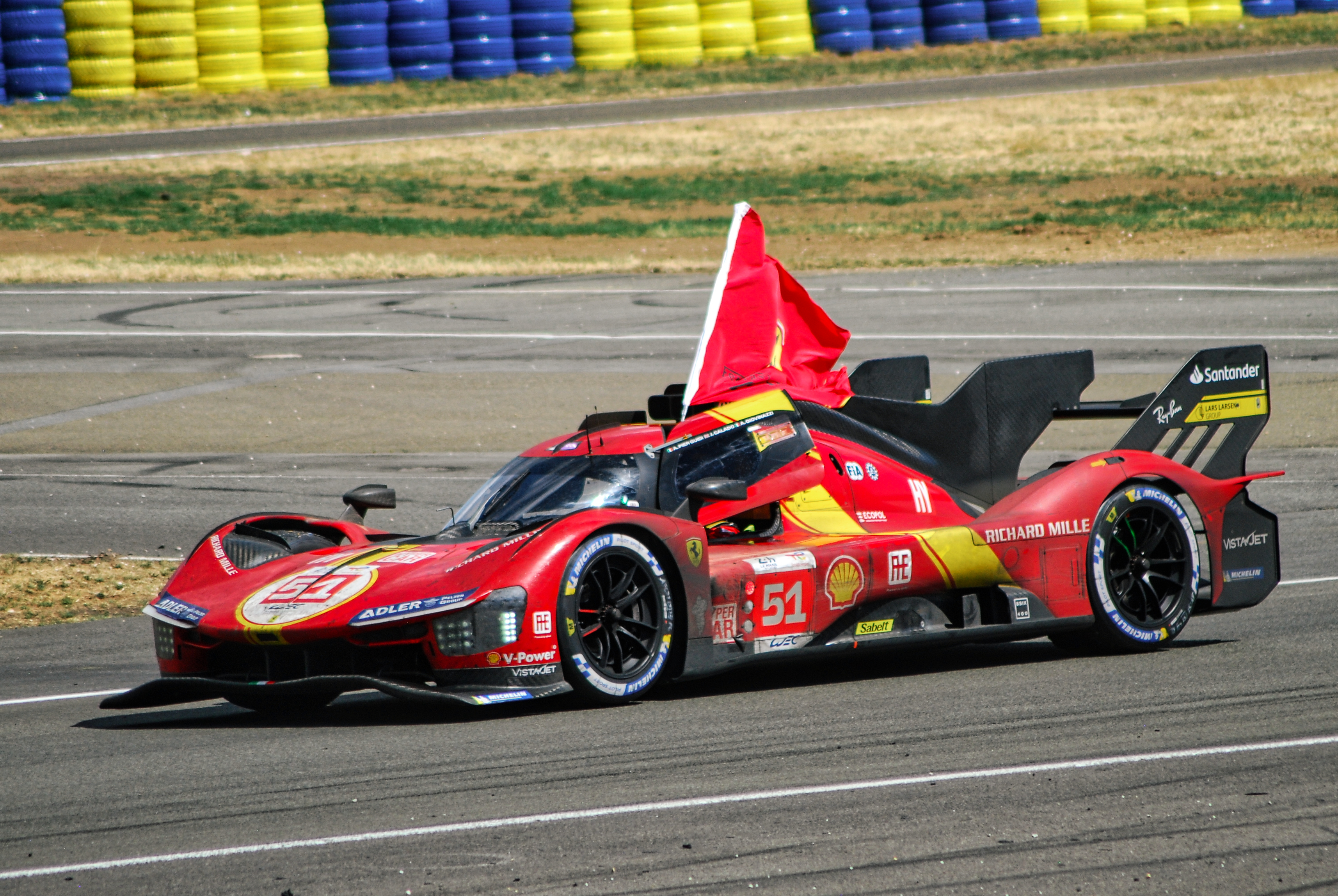
La Ferrari 499P #51 vincitrice dell'edizione 2023, a cinquant'anni dall'ultima partecipazione del cavallino nella massima classe.

Il 2021 vede, per combattere la penuria di costruttori, l'introduzione classe Hypercar come categoria regina, che consente la partecipazione delle automobili di tipo LMH, e, dal 2022 in poi, delle LMDh, a cui viene applicato un Balance of Performance (BoP). Per le prime due stagioni sono autorizzate a partecipare anche le LMP1, opportunamente depotenziate. I regolamenti delle LMP2 sono estesi al 2024. 
Le edizioni 2021 e 2022 vengono vinte nuovamente dalla Toyota Gazoo Racing, con il nuovo prototipo GR010 Hybrid, portando a cinque le vittorie consecutive per la casa nipponica. Nella classe LMP2 vince la vettura numero 31 del Team WRT; era dal 2012, con Starworks Motorsport, che non vinceva un team esordiente.
Nell'edizione del centenario (2023), con una griglia che riprende a popolarsi (con sette diversi costruttori in classe regina), torna alla vittoria la Ferrari. L'equipaggio della 499P numero 51 gestita da AF Corse (composto da Alessandro Pier Guidi, Antonio Giovinazzi e James Calado) ha la meglio sulle Toyota e riporta il Cavallino al successo a cinquant'anni dall'ultima partecipazione e a cinquantotto dall'ultimo trionfo.

L'anno successivo la vittoria della squadra di Maranello viene bissata dall'equipaggio gemello numero 50, composto da Antonio Fuoco, Nicklas Nielsen e Miguel Molina.
Nel 2025 la casa del cavallino centra la terza vittoria in tre anni con i tre equipaggi differenti, grazie alla numero 83 di Robert Kubica, Ye Yifei e Philip Hanson. Con questa vittoria il team italiano ha avuto il diritto di portarsi a casa il trofeo.

## Albo d'oro

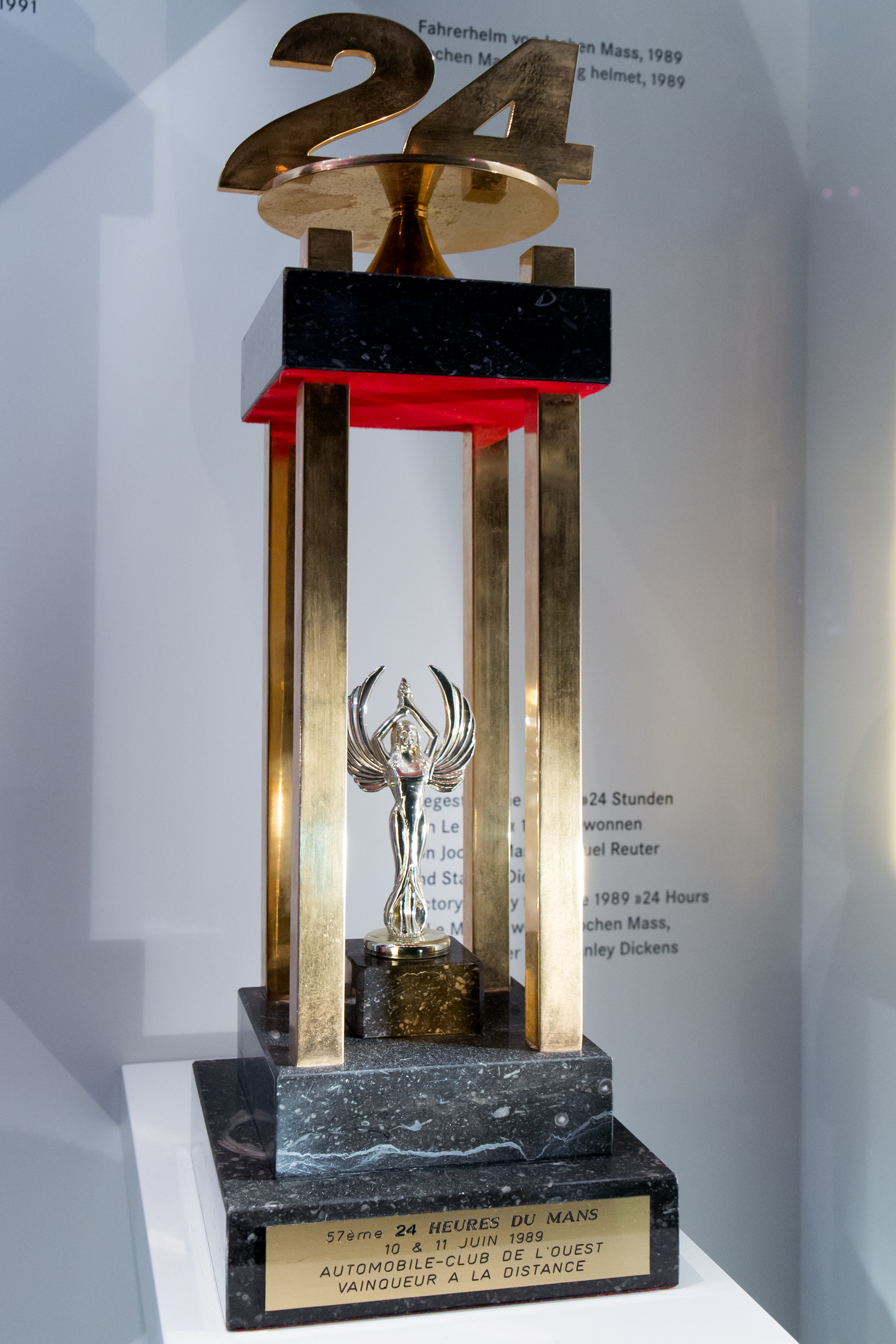
Il trofeo della 24 Ore di Le Mans 1989

| Anno                  | Piloti                                                                                                  | Squadra                                                                                                 | Vettura                                                                                                 | N° | Giri | Distanza coperta                                                                                        | Media oraria                                                                                            |
| Circuito di 17,262 km | Circuito di 17,262 km                                                                                   | Circuito di 17,262 km                                                                                   | Circuito di 17,262 km                                                                                   | Circuito di 17,262 km                                                                                   | Circuito di 17,262 km                                                                                   | Circuito di 17,262 km                                                                                   | Circuito di 17,262 km                                                                                   |
| --------------------- | --- | --- | --- | --- | --- | --- | --- |
| 1923                  | André Lagache René Léonard                                                                              | Squadra senza nome                                                                                      | Chenard & Walcker Sport 3-litre                                                                         | 9 | 128 | 2 209,536 km                                                                                            | 92,064 km/h                                                                                             |
| 1924                  | John Duff Frank Clement                                                                                 | Duff & Aldington                                                                                        | Bentley 3 Litre Sport                                                                                   | 8 | 120 | 2 077,341 km                                                                                            | 86,555 km/h                                                                                             |
| 1925                  | Gérard de Courcelles André Rossignol                                                                    | Squadra senza nome                                                                                      | Lorraine-Dietrich B3-6                                                                                  | 5 | 129 | 2 233,982 km                                                                                            | 93,082 km/h                                                                                             |
| 1926                  | Robert Bloch André Rossignol                                                                            | Squadra senza nome                                                                                      | Lorraine-Dietrich B3-6                                                                                  | 6 | 147 | 2 552,414 km                                                                                            | 106,350 km/h                                                                                            |
| 1927                  | Dudley Benjafield Sammy Davis                                                                           | Bentley Motors Ltd.                                                                                     | Bentley 3 Litre Super Sport                                                                             | 3 | 137 | 2 369,807 km                                                                                            | 98,740 km/h                                                                                             |
| 1928                  | Woolf Barnato Bernard Rubin                                                                             | Bentley Motors Ltd.                                                                                     | Bentley 4½ Litre                                                                                        | 4 | 154 | 2 669,272 km                                                                                            | 111,219 km/h                                                                                            |
| Circuito di 16,340 km | | | | | | | |
| 1929                  | Woolf Barnato Henry Birkin                                                                              | Bentley Motors Ltd.                                                                                     | Bentley Speed Six                                                                                       | 1 | 174 | 2 843,83 km                                                                                             | 118,492 km/h                                                                                            |
| 1930                  | Woolf Barnato Glen Kidston                                                                              | Bentley Motors Ltd.                                                                                     | Bentley Speed Six                                                                                       | 4 | 179 | 2 930,663 km                                                                                            | 122,111 km/h                                                                                            |
| 1931                  | Earl Howe Henry Birkin                                                                                  | Earl Howe                                                                                               | Alfa Romeo 8C 2300                                                                                      | 16 | 184 | 3 017,654 km                                                                                            | 125,735 km/h                                                                                            |
| Circuito di 13,492 km | | | | | | | |
| 1932                  | Raymond Sommer Luigi Chinetti                                                                           | Raymond Sommer                                                                                          | Alfa Romeo 8C 2300                                                                                      | 8 | 218 | 2 954,038 km                                                                                            | 123,084 km/h                                                                                            |
| 1933                  | Raymond Sommer Tazio Nuvolari                                                                           | Scuderia Tazio Nuvolari                                                                                 | Alfa Romeo 8C 2300                                                                                      | 11 | 233 | 3144,038 km                                                                                             | 131,001 km/h                                                                                            |
| 1934                  | Luigi Chinetti Philippe Étancelin                                                                       | Luigi Chinetti / Philippe Étancelin                                                                     | Alfa Romeo 8C 2300                                                                                      | 9 | 213 | 2 886,938 km                                                                                            | 120,289 km/h                                                                                            |
| 1935                  | Johnny Hindmarsh Luis Fontés                                                                            | Arthur W. Fox / Charles Nichol                                                                          | Lagonda M45R Rapide                                                                                     | 4 | 222 | 3 006,797 km                                                                                            | 125,283 km/h                                                                                            |
| 1936                  | Prova non disputata a causa della crisi dell'industria automobilistica francese                         | Prova non disputata a causa della crisi dell'industria automobilistica francese                         | Prova non disputata a causa della crisi dell'industria automobilistica francese                         | Prova non disputata a causa della crisi dell'industria automobilistica francese                         | Prova non disputata a causa della crisi dell'industria automobilistica francese                         | Prova non disputata a causa della crisi dell'industria automobilistica francese                         | Prova non disputata a causa della crisi dell'industria automobilistica francese                         |
| 1937                  | Jean-Pierre Wimille Robert Benoist                                                                      | Roger Labric                                                                                            | Bugatti Type 57G Tank                                                                                   | 2 | 243 | 3 287,938 km                                                                                            | 136,997 km/h                                                                                            |
| 1938                  | Eugene Chaboud Jean Trémoulet                                                                           | Eugene Chaboud / Jean Trémoulet                                                                         | Delahaye 135CS                                                                                          | 15 | 235 | 3 180,94 km                                                                                             | 132,569 km/h                                                                                            |
| 1939                  | Jean-Pierre Wimille Pierre Veyron                                                                       | Jean-Pierre Wimille                                                                                     | Bugatti Type 57S Tank                                                                                   | 1 | 248 | 3 354,76 km                                                                                             | 139,781 km/h                                                                                            |
| 1940 al 1948          | Sospesa a causa degli eventi bellici della seconda guerra mondiale e per la ricostruzione della Francia | Sospesa a causa degli eventi bellici della seconda guerra mondiale e per la ricostruzione della Francia | Sospesa a causa degli eventi bellici della seconda guerra mondiale e per la ricostruzione della Francia | Sospesa a causa degli eventi bellici della seconda guerra mondiale e per la ricostruzione della Francia | Sospesa a causa degli eventi bellici della seconda guerra mondiale e per la ricostruzione della Francia | Sospesa a causa degli eventi bellici della seconda guerra mondiale e per la ricostruzione della Francia | Sospesa a causa degli eventi bellici della seconda guerra mondiale e per la ricostruzione della Francia |
| 1949                  | Luigi Chinetti Peter Mitchell-Thomson                                                                   | Lord Selsdon                                                                                            | Ferrari 166 MM                                                                                          | 22 | 235 | 3 178,299 km                                                                                            | 132,420 km/h                                                                                            |
| 1950                  | Louis Rosier Jean-Louis Rosier                                                                          | Louis Rosier                                                                                            | Talbot-Lago T26 Grand Sport                                                                             | 5 | 256 | 3 465,12 km                                                                                             | 144,380 km/h                                                                                            |
| 1951                  | Peter Walker Peter Whitehead                                                                            | Peter Walker                                                                                            | Jaguar XK-120C                                                                                          | 20 | 267 | 3 611,193 km                                                                                            | 150,466 km/h                                                                                            |
| 1952                  | Hermann Lang Fritz Riess                                                                                | Daimler-Benz A.G.                                                                                       | Mercedes-Benz W194                                                                                      | 21 | 277 | 3 733,839 km                                                                                            | 155,575 km/h                                                                                            |
| 1953                  | Tony Rolt Duncan Hamilton                                                                               | Jaguar Ltd.                                                                                             | Jaguar C-Type                                                                                           | 18 | 304 | 4 088,064 km                                                                                            | 170,336 km/h                                                                                            |
| 1954                  | José Froilán González Maurice Trintignant                                                               | Scuderia Ferrari                                                                                        | Ferrari 375 Plus                                                                                        | 4 | 302 | 4 061,15 km                                                                                             | 169,215 km/h                                                                                            |
| 1955                  | Mike Hawthorn Ivor Bueb                                                                                 | Jaguar Ltd.                                                                                             | Jaguar D-Type                                                                                           | 6 | 307 | 4 135,38 km                                                                                             | 172,308 km/h                                                                                            |
| Circuito di 13,461 km | | | | | | | |
| 1956                  | Ron Flockhart Ninian Sanderson                                                                          | Ecurie Ecosse                                                                                           | Jaguar D-Type                                                                                           | 4 | 300 | 4 034,939 km                                                                                            | 168,122 km/h                                                                                            |
| 1957                  | Ron Flockhart Ivor Bueb                                                                                 | Ecurie Ecosse                                                                                           | Jaguar D-Type                                                                                           | 3 | 327 | 4 397,108 km                                                                                            | 183,217 km/h                                                                                            |
| 1958                  | Olivier Gendebien Phil Hill                                                                             | Scuderia Ferrari                                                                                        | Ferrari 250 TR58                                                                                        | 14 | 305 | 4 101,926 km                                                                                            | 170,914 km/h                                                                                            |
| 1959                  | Carroll Shelby Roy Salvadori                                                                            | David Brown Racing Dept.                                                                                | Aston Martin DBR1                                                                                       | 5 | 323 | 4 347,90 km                                                                                             | 181,163 km/h                                                                                            |
| 1960                  | Olivier Gendebien Paul Frère                                                                            | Scuderia Ferrari                                                                                        | Ferrari 250 TR59/60                                                                                     | 11 | 314 | 4 217,527 km                                                                                            | 175,730 km/h                                                                                            |
| 1961                  | Olivier Gendebien Phil Hill                                                                             | Scuderia Ferrari                                                                                        | Ferrari 250 TRI/61                                                                                      | 10 | 333 | 4 476,58 km                                                                                             | 186,527 km/h                                                                                            |
| 1962                  | Olivier Gendebien Phil Hill                                                                             | Spa Ferrari SEFAC                                                                                       | Ferrari 330 TR Spyder                                                                                   | 6 | 331 | 4 451,255 km                                                                                            | 185,469 km/h                                                                                            |
| 1963                  | Ludovico Scarfiotti Lorenzo Bandini                                                                     | Spa Ferrari SEFAC                                                                                       | Ferrari 250 P                                                                                           | 21 | 339 | 4 561,71 km                                                                                             | 190,071 km/h                                                                                            |
| 1964                  | Jean Guichet Nino Vaccarella                                                                            | Spa Ferrari SEFAC                                                                                       | Ferrari 275 P                                                                                           | 20 | 349 | 4 695,31 km                                                                                             | 195,638 km/h                                                                                            |
| 1965                  | Jochen Rindt Masten Gregory                                                                             | North American Racing Team (NART)                                                                       | Ferrari 250 LM                                                                                          | 21 | 348 | 4 677,11 km                                                                                             | 194,880 km/h                                                                                            |
| 1966                  | Bruce McLaren Chris Amon                                                                                | Shelby-American Inc.                                                                                    | Ford GT40 Mk. II                                                                                        | 2 | 360 | 4 843,09 km                                                                                             | 201,795 km/h                                                                                            |
| 1967                  | Dan Gurney A.J. Foyt                                                                                    | Shelby-American Inc.                                                                                    | Ford GT40 Mk IV                                                                                         | 1 | 388 | 5 232,9 km                                                                                              | 218,038 km/h                                                                                            |
| Circuito di 13,469 km | | | | | | | |
| 1968                  | Pedro Rodríguez Lucien Bianchi                                                                          | John Wyer Automotive Engineering                                                                        | Ford GT40 Mk. I                                                                                         | 9 | 331 | 4 452,88 km                                                                                             | 185,536 km/h                                                                                            |
| 1969                  | Jacky Ickx Jackie Oliver                                                                                | John Wyer Automotive Engineering                                                                        | Ford GT40 Mk. I                                                                                         | 6 | 372 | 4 997,88 km                                                                                             | 208,250 km/h                                                                                            |
| 1970                  | Hans Herrmann Richard Attwood                                                                           | Porsche KG Salzburg                                                                                     | Porsche 917K                                                                                            | 23 | 343 | 4 607,81 km                                                                                             | 191,992 km/h                                                                                            |
| 1971                  | Helmut Marko Gijs van Lennep                                                                            | Martini Racing Team                                                                                     | Porsche 917K                                                                                            | 22 | 397 | 5 335,313 km                                                                                            | 222,304 km/h                                                                                            |
| Circuito di 13,640 km | | | | | | | |
| 1972                  | Henri Pescarolo Graham Hill                                                                             | Équipe Matra-SIMCA Shell                                                                                | Matra Simca MS670                                                                                       | 15 | 344 | 4 691,343 km                                                                                            | 195,472 km/h                                                                                            |
| 1973                  | Henri Pescarolo Gérard Larrousse                                                                        | Équipe Matra-SIMCA Shell                                                                                | Matra Simca MS670B                                                                                      | 11 | 355 | 4 853,945 km                                                                                            | 202,247 km/h                                                                                            |
| 1974                  | Henri Pescarolo Gérard Larrousse                                                                        | Équipe Gitanes                                                                                          | Matra Simca MS670C                                                                                      | 7 | 337 | 4 606,571 km                                                                                            | 191,940 km/h                                                                                            |
| 1975                  | Jacky Ickx Derek Bell                                                                                   | Gulf Research Racing Co.                                                                                | Mirage GR8-Ford Cosworth                                                                                | 11 | 336 | 4 595,577 km                                                                                            | 191,484 km/h                                                                                            |
| 1976                  | Jacky Ickx Gijs van Lennep                                                                              | Martini Racing Porsche System                                                                           | Porsche 936                                                                                             | 20 | 349 | 4 769,923 km                                                                                            | 198,748 km/h                                                                                            |
| 1977                  | Jacky Ickx Hurley Haywood Jürgen Barth                                                                  | Martini Racing Porsche System                                                                           | Porsche 936/77                                                                                          | 4 | 342 | 4 671,83 km                                                                                             | 194,651 km/h                                                                                            |
| 1978                  | Jean-Pierre Jaussaud Didier Pironi                                                                      | Renault Sport                                                                                           | Renault Alpine A442B                                                                                    | 2 | 369 | 5 044,53 km                                                                                             | 210,189 km/h                                                                                            |
| Circuito di 13,626 km | | | | | | | |
| 1979                  | Klaus Ludwig Bill Whittington Don Whittington                                                           | Porsche Kremer Racing                                                                                   | Porsche 935 K3                                                                                          | 41 | 307 | 4 173,93 km                                                                                             | 173,913 km/h                                                                                            |
| 1980                  | Jean Rondeau Jean-Pierre Jaussaud                                                                       | Rondeau                                                                                                 | Rondeau M379B-Ford Cosworth                                                                             | 16 | 338 | 4 608,02 km                                                                                             | 192,000 km/h                                                                                            |
| 1981                  | Jacky Ickx Derek Bell                                                                                   | Porsche System                                                                                          | Porsche 936                                                                                             | 11 | 354 | 4 825,348 km                                                                                            | 201,056 km/h                                                                                            |
| 1982                  | Jacky Ickx Derek Bell                                                                                   | Rothmans Porsche System                                                                                 | Porsche 956                                                                                             | 1 | 359 | 4 899,086 km                                                                                            | 204,128 km/h                                                                                            |
| 1983                  | Vern Schuppan Al Holbert Hurley Haywood                                                                 | Rothmans Porsche                                                                                        | Porsche 956                                                                                             | 3 | 370 | 5 047,934 km                                                                                            | 210,330 km/h                                                                                            |
| 1984                  | Klaus Ludwig Henri Pescarolo                                                                            | Joest Racing                                                                                            | Porsche 956                                                                                             | 7 | 359 | 4 900,276 km                                                                                            | 204,178 km/h                                                                                            |
| 1985                  | Klaus Ludwig Paolo Barilla John Winter                                                                  | Joest Racing                                                                                            | Porsche 956                                                                                             | 7 | 373 | 5 088,507 km                                                                                            | 212,021 km/h                                                                                            |
| Circuito di 13,528 km | | | | | | | |
| 1986                  | Derek Bell Hans-Joachim Stuck Al Holbert                                                                | Rothmans Porsche AG                                                                                     | Porsche 962C                                                                                            | 1 | 367 | 4 972,731 km                                                                                            | 207,197 km/h                                                                                            |
| Circuito di 13,535 km | | | | | | | |
| 1987                  | Derek Bell Hans-Joachim Stuck Al Holbert                                                                | Rothmans Porsche AG                                                                                     | Porsche 962C                                                                                            | 17 | 354 | 4 791,78 km                                                                                             | 199,657 km/h                                                                                            |
| 1988                  | Jan Lammers Johnny Dumfries Andy Wallace                                                                | Silk Cut Jaguar (TWR)                                                                                   | Jaguar XJR-9LM                                                                                          | 2 | 394 | 5 332,79 km                                                                                             | 221,665 km/h                                                                                            |
| 1989                  | Jochen Mass Manuel Reuter Stanley Dickens                                                               | Team Sauber Mercedes                                                                                    | Sauber C9-Mercedes-Benz                                                                                 | 63 | 389 | 5 265,12 km                                                                                             | 219,990 km/h                                                                                            |
| Circuito di 13,600 km | | | | | | | |
| 1990                  | John Nielsen Price Cobb Martin Brundle                                                                  | Silk Cut Jaguar (TWR)                                                                                   | Jaguar XJR-12                                                                                           | 3 | 359 | 4 882,4 km                                                                                              | 204,036 km/h                                                                                            |
| 1991                  | Volker Weidler Johnny Herbert Bertrand Gachot                                                           | Mazdaspeed Co. Ltd.                                                                                     | Mazda 787B                                                                                              | 55 | 362 | 4 922,81 km                                                                                             | 205,333 km/h                                                                                            |
| 1992                  | Derek Warwick Yannick Dalmas Mark Blundell                                                              | Peugeot Talbot Sport                                                                                    | Peugeot 905 Evo 1B                                                                                      | 1 | 352 | 4 787,2 km                                                                                              | 199,340 km/h                                                                                            |
| 1993                  | Geoff Brabham Christophe Bouchut Éric Hélary                                                            | Peugeot Talbot Sport                                                                                    | Peugeot 905 Evo 1B                                                                                      | 3 | 375 | 5 100,00 km                                                                                             | 213,358 km/h                                                                                            |
| 1994                  | Yannick Dalmas Hurley Haywood Mauro Baldi                                                               | Le Mans Porsche Team                                                                                    | Dauer 962 Le Mans                                                                                       | 36 | 344 | 4 678,4 km                                                                                              | 195,238 km/h                                                                                            |
| 1995                  | Yannick Dalmas J.J. Lehto Masanori Sekiya                                                               | Kokusai Kaihatsu Racing                                                                                 | McLaren F1 GTR-BMW                                                                                      | 59 | 298 | 4 055,8 km                                                                                              | 168,992 km/h                                                                                            |
| 1996                  | Manuel Reuter Davy Jones Alexander Wurz                                                                 | Joest Racing                                                                                            | TWR-Porsche WSC-95                                                                                      | 7 | 354 | 4 814,4 km                                                                                              | 200,600 km/h                                                                                            |
| Circuito di 13,605 km | | | | | | | |
| 1997                  | Michele Alboreto Stefan Johansson Tom Kristensen                                                        | Joest Racing                                                                                            | TWR-Porsche WSC-95                                                                                      | 7 | 361 | 4 909,60 km                                                                                             | 204,186 km/h                                                                                            |
| 1998                  | Laurent Aïello Allan McNish Stéphane Ortelli                                                            | Porsche AG                                                                                              | Porsche 911 GT1-98                                                                                      | 26 | 351 | 4 775,33 km                                                                                             | 199,326 km/h                                                                                            |
| 1999                  | Pierluigi Martini Yannick Dalmas Joachim Winkelhock                                                     | Team BMW Motorsport                                                                                     | BMW V12 LMR                                                                                             | 15 | 365 | 4 967,90 km                                                                                             | 207,000 km/h                                                                                            |
| 2000                  | Frank Biela Tom Kristensen Emanuele Pirro                                                               | Audi Sport Team Joest                                                                                   | Audi R8                                                                                                 | 8 | 368 | 5 007,98 km                                                                                             | 208,666 km/h                                                                                            |
| 2001                  | Frank Biela Tom Kristensen Emanuele Pirro                                                               | Audi Sport Team Joest                                                                                   | Audi R8                                                                                                 | 1 | 321 | 4 357,20 km                                                                                             | 180,949 km/h                                                                                            |
| Circuito di 13,650 km | | | | | | | |
| 2002                  | Frank Biela Tom Kristensen Emanuele Pirro                                                               | Audi Sport Team Joest                                                                                   | Audi R8                                                                                                 | 1 | 375 | 5 130 km                                                                                                | 213,068 km/h                                                                                            |
| 2003                  | Tom Kristensen Rinaldo Capello Guy Smith                                                                | Team Bentley                                                                                            | Bentley Speed 8                                                                                         | 7 | 377 | 5 145,571 km                                                                                            | 214,399 km/h                                                                                            |
| 2004                  | Seiji Ara Tom Kristensen Rinaldo Capello                                                                | Audi Sport Japan Team Goh                                                                               | Audi R8                                                                                                 | 5 | 379 | 5 169,97 km                                                                                             | 215,415 km/h                                                                                            |
| 2005                  | J.J. Lehto Marco Werner Tom Kristensen                                                                  | ADT Champion Racing                                                                                     | Audi R8                                                                                                 | 3 | 370 | 5 050,5 km                                                                                              | 210,216 km/h                                                                                            |
| 2006                  | Frank Biela Emanuele Pirro Marco Werner                                                                 | Audi Sport Team Joest                                                                                   | Audi R10 TDI                                                                                            | 8 | 380 | 5 187 km                                                                                                | 216,125 km/h                                                                                            |
| Circuito di 13,629 km | | | | | | | |
| 2007                  | Frank Biela Emanuele Pirro Marco Werner                                                                 | Audi Sport North America                                                                                | Audi R10 TDI                                                                                            | 1 | 369 | 5 036,85 km                                                                                             | 209,152 km/h                                                                                            |
| 2008                  | Rinaldo Capello Tom Kristensen Allan McNish                                                             | Audi Sport North America                                                                                | Audi R10 TDI                                                                                            | 2 | 381 | 5 192,65 km                                                                                             | 216,360 km/h                                                                                            |
| 2009                  | David Brabham Marc Gené Alexander Wurz                                                                  | Peugeot Sport Total                                                                                     | Peugeot 908 HDi FAP                                                                                     | 9 | 382 | 5 206,28 km                                                                                             | 216,664 km/h                                                                                            |
| 2010                  | Mike Rockenfeller Timo Bernhard Romain Dumas                                                            | Audi Sport North America                                                                                | Audi R15 TDI                                                                                            | 9 | 397 | 5 410,71 km                                                                                             | 225,446 km/h                                                                                            |
| 2011                  | Marcel Fässler André Lotterer Benoît Tréluyer                                                           | Audi Sport Team Joest                                                                                   | Audi R18 TDI                                                                                            | 2 | 355 | 4 838,3 km                                                                                              | 200,907 km/h                                                                                            |
| 2012                  | Marcel Fässler André Lotterer Benoît Tréluyer                                                           | Audi Sport Team Joest                                                                                   | Audi R18 e-tron quattro                                                                                 | 1 | 378 | 5 151,76 km                                                                                             | 214,656 km/h                                                                                            |
| 2013                  | Tom Kristensen Loïc Duval Allan McNish                                                                  | Audi Sport Team Joest                                                                                   | Audi R18 e-tron quattro                                                                                 | 2 | 348 | 4 742,89 km                                                                                             | 197,620 km/h                                                                                            |
| 2014                  | Marcel Fässler Benoît Tréluyer André Lotterer                                                           | Audi Sport Team Joest                                                                                   | Audi R18 e-tron quattro                                                                                 | 2 | 379 | 5 165,39 km                                                                                             | 215,224 km/h                                                                                            |
| 2015                  | Nico Hülkenberg Earl Bamber Nick Tandy                                                                  | Porsche Team                                                                                            | Porsche 919 Hybrid                                                                                      | 19 | 395 | 5 383,455 km                                                                                            | 224,039 km/h                                                                                            |
| 2016                  | Romain Dumas Marc Lieb Neel Jani                                                                        | Porsche Team                                                                                            | Porsche 919 Hybrid                                                                                      | 2 | 384 | 5 233,536 km                                                                                            | 217,967 km/h                                                                                            |
| 2017                  | Timo Bernhard Earl Bamber Brendon Hartley                                                               | Porsche Team                                                                                            | Porsche 919 Hybrid                                                                                      | 2 | 367 | 5 001,843 km                                                                                            | 208,232 km/h                                                                                            |
| Circuito di 13,626 km | | | | | | | |
| 2018                  | Fernando Alonso Sébastien Buemi Kazuki Nakajima                                                         | Toyota Gazoo Racing                                                                                     | Toyota TS050 Hybrid                                                                                     | 8 | 388 | 5 288,052 km                                                                                            | 220,335 km/h                                                                                            |
| 2019                  | Fernando Alonso Sébastien Buemi Kazuki Nakajima                                                         | Toyota Gazoo Racing                                                                                     | Toyota TS050 Hybrid                                                                                     | 8 | 385 | 5 246,01 km                                                                                             | 218,583 km/h                                                                                            |
| 2020                  | Sébastien Buemi Brendon Hartley Kazuki Nakajima                                                         | Toyota Gazoo Racing                                                                                     | Toyota TS050 Hybrid                                                                                     | 8 | 387 | 5 273,26 km                                                                                             | 219,719 km/h                                                                                            |
| 2021                  | Mike Conway Kamui Kobayashi José María López                                                            | Toyota Gazoo Racing                                                                                     | Toyota GR010 Hybrid                                                                                     | 7 | 371 | 5 055,24 km                                                                                             | 210,635 km/h                                                                                            |
| 2022                  | Sébastien Buemi Ryō Hirakawa Brendon Hartley                                                            | Toyota Gazoo Racing                                                                                     | Toyota GR010 Hybrid                                                                                     | 8 | 380 | 5177,88 km                                                                                              | 215,745 km/h                                                                                            |
| 2023                  | Alessandro Pier Guidi Antonio Giovinazzi James Calado                                                   | Ferrari AF Corse                                                                                        | Ferrari 499P                                                                                            | 51 | 342 | 4660,092 km                                                                                             | 194,171 km/h                                                                                            |
| 2024                  | Miguel Molina Antonio Fuoco Nicklas Nielsen                                                             | Ferrari AF Corse                                                                                        | Ferrari 499P                                                                                            | 50 | 311 | 4237,69 km                                                                                              | 176,570 km/h                                                                                            |
| 2025                  | Philip Hanson Robert Kubica Ye Yifei                                                                    | AF Corse                                                                                                | Ferrari 499P                                                                                            | 83 | 387 | 5273,26 km                                                                                              | 219,719 km/h                                                                                            |

## Statistiche

### Vittorie per pilota

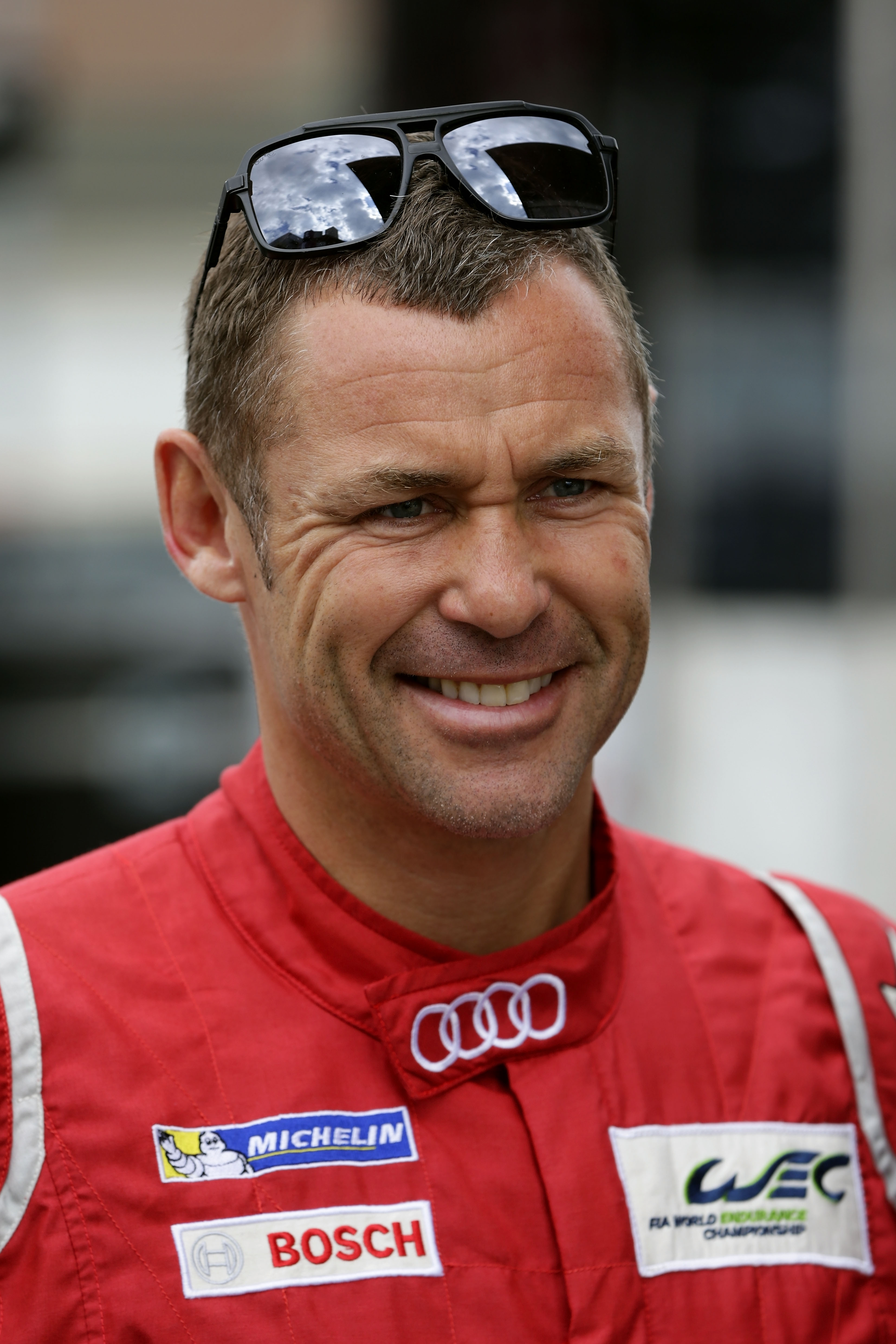
Il partecipante di maggior successo di tutti i tempi a Le Mans, il pilota danese Tom Kristensen, ha ottenuto nove vittorie (7 con Audi), l'ultima nel 2013.

| Pilota            | Vittorie | Anni                                                 |
| ----------------- | -------- | ---------------------------------------------------- |
| Tom Kristensen    | 9        | 1997, 2000, 2001, 2002, 2003, 2004, 2005, 2008, 2013 |
| Jacky Ickx        | 6        | 1969, 1975, 1976, 1977, 1981, 1982                   |
| Derek Bell        | 5        | 1975, 1981, 1982, 1986, 1987                         |
| Frank Biela       | 5        | 2000, 2001, 2002, 2006, 2007                         |
| Emanuele Pirro    | 5        | 2000, 2001, 2002, 2006, 2007                         |
| Olivier Gendebien | 4        | 1958, 1960, 1961, 1962                               |
| Henri Pescarolo   | 4        | 1972, 1973, 1974, 1984                               |
| Yannick Dalmas    | 4        | 1992, 1994, 1995, 1999                               |
| Sébastien Buemi   | 4        | 2018, 2019, 2020, 2022                               |

### Vittorie per costruttore
| Costruttore       | Vittorie | Anni |
| ----------------- | -------- | --- |
| Porsche           | 19       | 1970, 1971, 1976, 1977, 1979, 1981, 1982, 1983, 1984, 1985, 1986, 1987, 1994, 1996, 1997, 1998, 2015, 2016, 2017 |
| Audi              | 13       | 2000, 2001, 2002, 2004, 2005, 2006, 2007, 2008, 2010, 2011, 2012, 2013, 2014                                     |
| Ferrari           | 12       | 1949, 1954, 1958, 1960, 1961, 1962, 1963, 1964, 1965, 2023, 2024, 2025                                           |
| Jaguar            | 7        | 1951, 1953, 1955, 1956, 1957, 1988, 1990                                                                         |
| Bentley           | 6        | 1924, 1927, 1928, 1929, 1930, 2003                                                                               |
| Ford              | 6        | 1966, 1967, 1968, 1969, 1975, 1980                                                                               |
| Toyota            | 5        | 2018, 2019, 2020, 2021, 2022                                                                                     |
| Alfa Romeo        | 4        | 1931, 1932, 1933, 1934                                                                                           |
| Matra             | 3        | 1972, 1973, 1974                                                                                                 |
| Peugeot           | 3        | 1992, 1993, 2009                                                                                                 |
| Lorraine-Dietrich | 2        | 1925, 1926 |
| Bugatti           | 2        | 1937, 1939 |
| Chenard & Walcker | 1        | 1923 |
| Lagonda           | 1        | 1935 |
| Delahaye          | 1        | 1938 |
| Talbot-Lago       | 1        | 1950 |
| Mercedes-Benz     | 1        | 1952 |
| Aston Martin      | 1        | 1959 |
| Renault           | 1        | 1978 |
| Sauber            | 1        | 1989 |
| Mazda             | 1        | 1991 |
| McLaren           | 1        | 1995 |
| BMW               | 1        | 1999 |

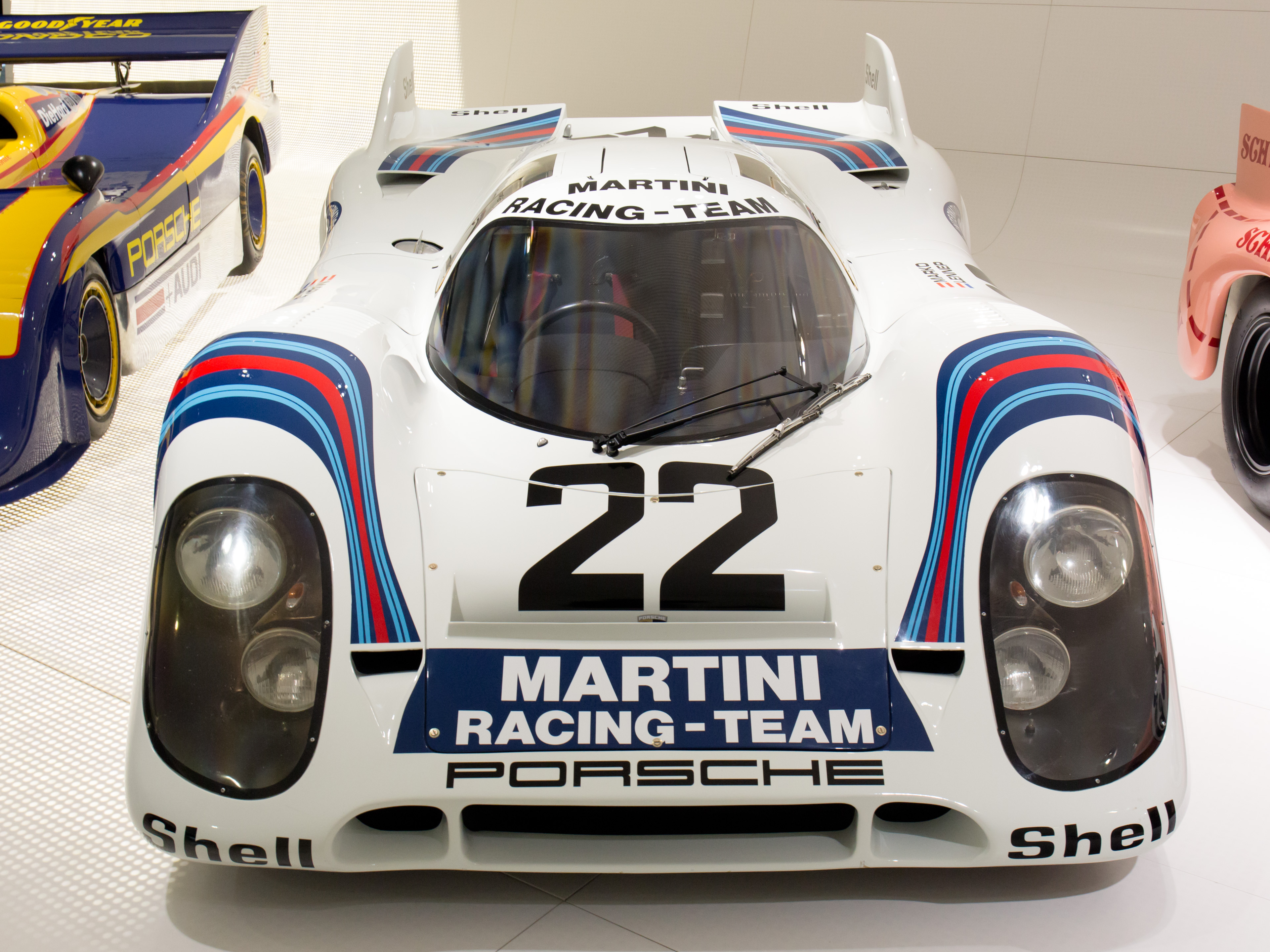
Porsche ha vinto la gara 19 volte come costruttore, anche con la Porsche 917K (nella foto)

La marca che ha vinto più 24 ore di Le Mans è la Porsche, con 19 vittorie (sette consecutive dal 1981 al 1987 e due come fornitore del motore), seguita dalla Audi con 13 vittorie (cinque di fila dal 2004 al 2008, e tra il 2010 e il 2014). Terza la Ferrari con 12 successi (sei di fila dal 1960 al 1965 e tre consecutivi dal 2023 al 2025). I primi anni furono dominati dalla Bentley (quattro vittorie in fila dal 1927 al 1930) e dall'Alfa Romeo (quattro vittorie consecutive dal 1931 al 1934). In una disputa personale tra i due proprietari, Ford vinse la gara quattro volte (1966-1969) con la sua GT40, costruita con l'intento dichiarato di sconfiggere la Ferrari, dopo che Enzo Ferrari aveva respinto un'offerta di acquisto della sua compagnia da parte della casa statunitense. A queste vanno aggiunte le due vittorie come fornitore di motore. La prima marca giapponese ad aver vinto fu la Mazda, che vinse la 59ª edizione nel 1991 con il suo prototipo 787B dotato di un motore Wankel. Nel 2018 il primo successo della Toyota, che vincerà per cinque edizioni consecutive, fino al 2022. Negli anni 2020 si assiste al ritorno della Ferrari che dal 2023 al 2025 ha ottenuto tre successi consecutivi con tre equipaggi differenti.

## Riconoscimenti

### Le impronte dei vincitori
Dal 1991 ai vincitori della corsa viene dedicata una scultura posizionata nei marciapiedi della città, un riconoscimento simile alla Hollywood Walk of Fame. La targa in bronzo riporta incisi, oltre all'anno della vittoria, nomi, firma e calco di piedi e mani dei vincitori. Anche ad alcuni vincitori antecedenti il 1991, quali Jean-Pierre Jaussaud, Henri Pescarolo e Jacky Ickx è stata dedicata una placca.

### Spirit of Le Mans
Il trofeo Spirit of Le Mans è un riconoscimento assegnato dall'Automobile Club de l'Ouest, ente organizzatore della 24 Ore di Le Mans, per premiare personalità che si siano particolarmente distinte nell'ambito della corsa.

#### Premiati
| Anno | Premiati                                                         |
| ---- | ---------------------------------------------------------------- |
| 2001 | Ferdinand Piëch - Paul Frère - Alain Bertaut                     |
| 2002 | Derek Bell - Jean Rédélé - René Leret                            |
| 2003 | Phil Hill - Norbert Singer - Herb Fishel                         |
| 2004 | Reinhold Joest - Jacky Ickx                                      |
| 2005 | Christian Moity - Henri Pescarolo                                |
| 2006 | Tom Kristensen - Yojiro Terada - Don Panoz - Franz-Josef Paefgen |
| 2007 | Wolfgang Ullrich - Jacques Issautier                             |
| 2008 | Yves Courage - Martin Birrane                                    |
| 2009 | Patrick Peter                                                    |
| 2010 | Roland du Luart                                                  |
| 2011 | Yoshimasa Hayashi                                                |
| 2012 | Gérard Larrousse                                                 |
| 2013 | Hugues de Chaunac                                                |
| 2014 | Doug Fehan                                                       |
| 2015 | Yoshiaki Kinoshita                                               |
| 2016 | Romain Dumas - Neel Jani - Marc Lieb                             |
| 2017 | David Richards - Mark Webber                                     |
| 2018 | Lindsay Owen-Jones                                               |
| 2019 | Patrick Dempsey                                                  |
| 2021 | Philippe Sinault                                                 |
| 2022 | Jim France                                                       |
| 2023 | Akio Toyoda                                                      |
| 2025 | François Perrodo                                                 |

## La 24 Ore nei media
- La 24 Ore di Le Mans fu anche l'ambientazione di un film del 1971, intitolato Le 24 Ore di Le Mans, che ebbe come protagonista e produttore Steve McQueen. Alcune riprese furono filmate durante la gara del 1970, ma gran parte del film fu girato nel settembre dello stesso anno utilizzando auto originali che presero parte alla competizione, noleggiate dalla casa cinematografica Solar Productions.
- Il film Adrenalina blu - La leggenda di Michel Vaillant è ambientato, in parte, alla 24 ore di Le Mans.
- Alla gara sono dedicati i videogiochi LeMans (1976, sala giochi), LeMans (1982, Commodore 64), Le Mans (1984, MSX), WEC Le Mans (1986, sala giochi e vari computer), Le Mans 24 (1997, sala giochi), Le Mans 24 Hours (2000, varie piattaforme), oltre ad apparizioni del circuito come selezionabile in molti altri titoli.
- Nel 2019 è uscito il film Le Mans '66 - La grande sfida che parla del duello tra Ferrari e Ford.
- Nel 2023 è uscito il film Gran Turismo - La storia di un sogno impossibile, pellicola di ispirazione biografica sull’atleta Jann Mardenborough che, da videogiocatore, diverrà ambasciatore e rappresentante del team Nissan salendo sul podio proprio a Le Mans.